# 古細菌
古細菌（こさいきん） または アーキア（羅: archaea、アルカエア、単数形: 羅: archaeum、archaeon）は、生物の主要な系統の一つである。細菌（バクテリア）、真核生物（ユーカリオタ）と共に全生物界を3分している。古細菌は形態や名称こそ細菌と類似するが、細菌とは異なる系統である。高度好塩菌、メタン菌、好熱菌などが良く知られている。
日本語では「古細菌」または「アーキア」が呼称されることが多い。「始原菌（しげんきん）」も使われる。「古細菌」という名称は、「菌」および「細菌」を名前に含むが、菌類（真菌）や細菌（真正細菌）とは異なる。

## 概要
地球上の全ての生物は、細菌、古細菌、真核生物の3つのドメインのいずれかに分類される。細菌と古細菌は合わせて原核生物とも呼ばれ、真核生物と対比される。ドメインによる分類は、リボソームRNA配列などを用いた分子系統解析を基にしており、ドメイン内では基本的な遺伝の仕組みや生化学的性質に共通性が見られる。例えば、植物と動物は見た目は大きく異なるが、細胞レベルで見るとDNA複製のメカニズムや細胞膜の主成分などは共通性が高い。ドメインが異なる生物同士は、分子レベルでこれら生命を維持する機構が異なっている（古細菌#他ドメインとの違いを参照）。

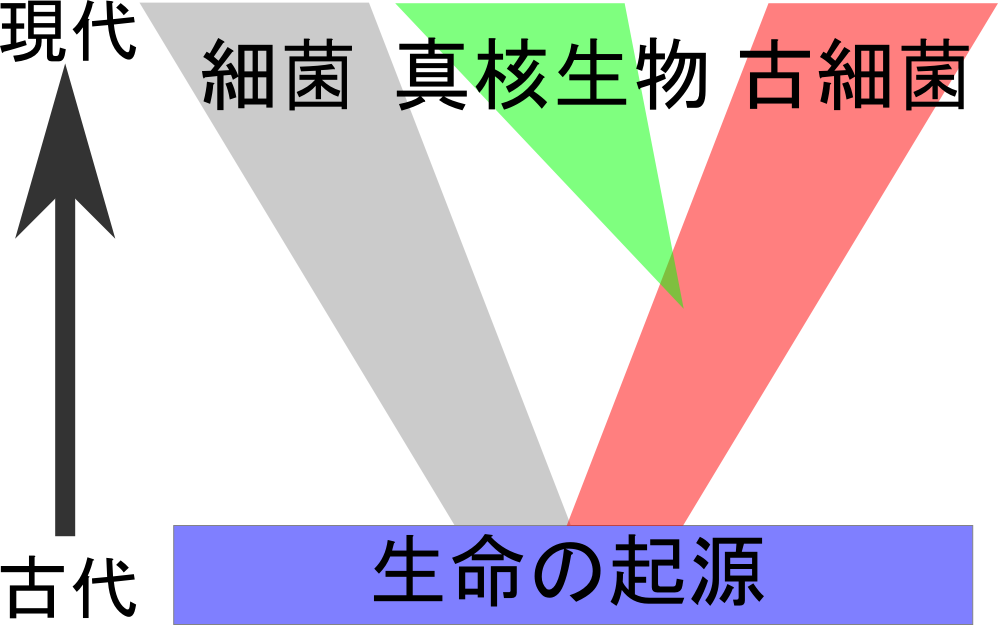
細菌、古細菌、真核生物の関係。

初期の地球上には古細菌と細菌の2ドメインしか存在せず、真核生物は古細菌（特にアスガルド古細菌）から遅れて進化したとする説が現在有力である（古細菌#古細菌の起源と系統的位置を参照）。古細菌と細菌では、細胞膜や細胞壁の構成、DNA複製機構など様々な点で相違がある（古細菌#細胞の形態・構造などを参照）。
古細菌ドメインは、ユーリ古細菌、TACK群（クレン古細菌、タウム古細菌など）、アスガルド古細菌、DPANN群に大きく分けられている。タウム古細菌以外はヒトから見れば極端な環境に生息しており、極限環境微生物とも呼ばれる（古細菌#生息環境を参照）。ヒトに身近なのは腸内常在微生物叢の一部を占め、嫌気性の沼などにもいるメタン菌や、窒素循環に関連する亜硝酸古細菌程度（タウム古細菌に含まれる）である。これ以外にも様々な生物が含まれるとみられるが、多くは未培養であり、古細菌の全容は解明されていない。2018年時点で正式に記載されている古細菌は約550種である。

## 古細菌の分類
古細菌の種から綱までの命名は国際原核生物命名規約に基づいて行われており、基本的な分類方法は細菌と共通している。原核生物は形態の変化に乏しく無性的に増殖するため、動植物でいう種の基準が適用できず、分類は16S rRNA系統解析やDNA-DNA分子交雑法、ゲノム構造に基づく平均ヌクレオチド一致度(ANI)といった分子技法が主に用いられる。記載種を含む系統にはクレン古細菌、タウム古細菌、ユーリ古細菌があるが、DPANN群など多くの未培養系統が存在している。

### 系統概観

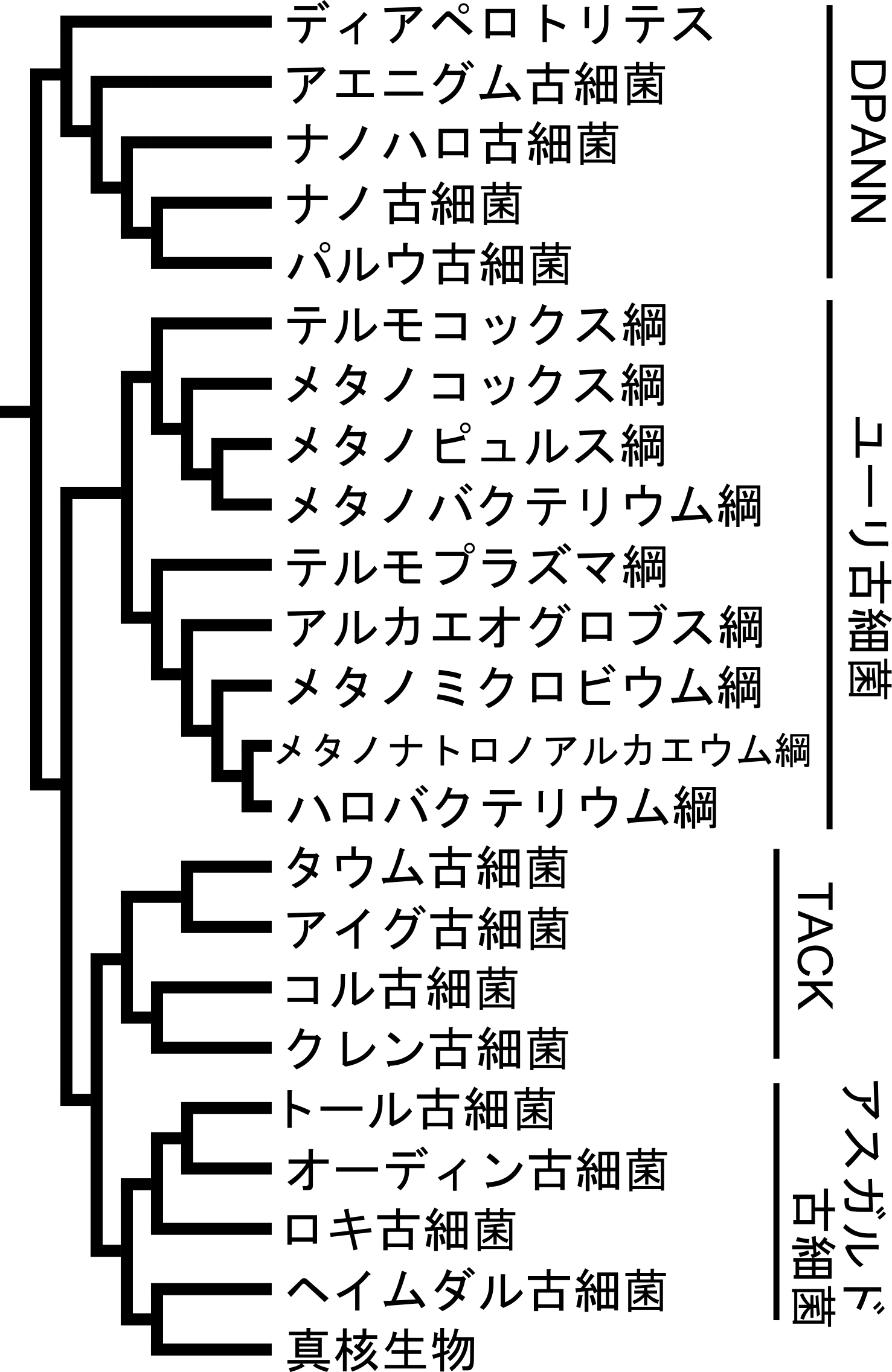
古細菌内部の系統樹の一例

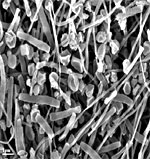
"Ca. Korarchaeum cryptofilum"（コル古細菌）の電子顕微鏡写真。

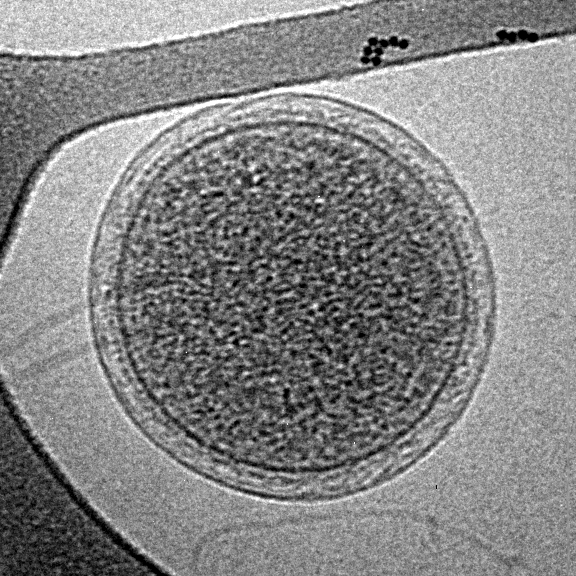
"Ca. Parvarchaeum acidiphilum"（パルウ古細菌）の電子顕微鏡写真。

分類はNCBIによる。門、綱における太字は記載種を含む系統を表す。各系統の概略もリストの下に記す。
- ユーリ古細菌界 / Euryarchaeota
  - ユーリ古細菌門 / Euryarchaeota
    - テルモコックス綱 / Thermococci
    - メタノマダ / Methanomada（クラスI メタン菌）
    - メタノバクテリウム綱 / Methanobacteria
    - メタノコックス綱 / Methanococci
    - メタノピュルス綱（英語版） / Methanopyri
    - アルカエオグロブス綱 / Archaeoglobi
    - テルモプラズマ綱 / Thermoplasmata

  - ステノス古細菌 / Stenosarchaea
    - メタノミクロビウム綱 / Methanomicrobia（クラスII メタン菌）
    - メタノナトロナルカエウム綱 / Methanonatronarchaeia
    - ハロバクテリウム綱 / Halobacteria
- プロテオ古細菌界 / Proteoarchaeota
  - TACK群 / TACK superphylum
    - クレン古細菌門 / Crenarchaeota
      - テルモプロテウス綱 / Thermoplotei

    - タウム古細菌門 / Thaumarchaeota
      - ニトロソスパエラ綱 / Nitrososphaeria
      - コネクシウィスパエラ綱 / Conexivisphaeria

    - アイグ古細菌門 / Aigarchaeota
    - コル古細菌門 / Korarchaeota
    - バテュ古細菌門 / Bathyarchaeota
    - ジオ古細菌門 / Geoarchaeota
    - ジオサーム古細菌門 / Geothermarchaeota
    - マーズ古細菌門 / Marsarchaeota
    - ヴェルストレート古細菌門 / Verstraetearchaeota

  - アスガルド古細菌 / Asgardarchaeota
    - ロキ古細菌門 / Lokiarchaeota
    - ヘイムダル古細菌門 / Heimdalarchaeota
    - オーディン古細菌門 / Odinarchaeota
    - トール古細菌門 / Torarchaeota
    - ヘル古細菌門 / Helarchaeota
    - ゲルド古細菌門 / Gerdarchaeota
    - フレイヤ古細菌門 / Frejaarchaeota
    - ゲフィオン古細菌門 / Gefjonarchaeota
    - フリッグ古細菌門 / Friggarchaeota
    - イズン古細菌門 / Idunarchaeota
    - カーリ古細菌門 / Kariarchaeota
    - バルドル古細菌門 / Balderarchaeota
    - ヘーダア古細菌門 / Hoderarchaeota
    - ラグ古細菌門 / Lagarchaeota
    - シフ古細菌門 / Sifarchaeota
    - ブロック古細菌門 / Brockarchaeota
    - ホッド古細菌門 / Hodarchaeota
    - ウーコン古細菌門 / Wukongarchaeota
- DPANN群 / DPANN superphylum
  - ディアペロトリテス門 / Diapherotrites (pMC2A384)
  - パルウ古細菌門 / Parvarchaeota (ARMAN-4, 5)
  - ミクル古細菌門 / Micrarchaeota (ARMAN-1, 2)
  - アエニグム古細菌門 / Aenigmarchaeota (DSEG)
  - ナノ好塩古細菌門 / Nanohaloarchaeota
  - ナノ古細菌門 / Nanoarchaeota
  - アルティ古細菌門 / Altiarchaeota（ユーリ古細菌？）
  - ウンディン古細菌門 / Undinarchaeota
  - ウーズ古細菌門 / Woesearchaeota
  - ペース古細菌門 / Pacearchaeota
  - マム古細菌門 / Mamarchaeota
  - フーバー古細菌門 / Huberarchaeota

### ユーリ古細菌界

#### ユーリ古細菌門

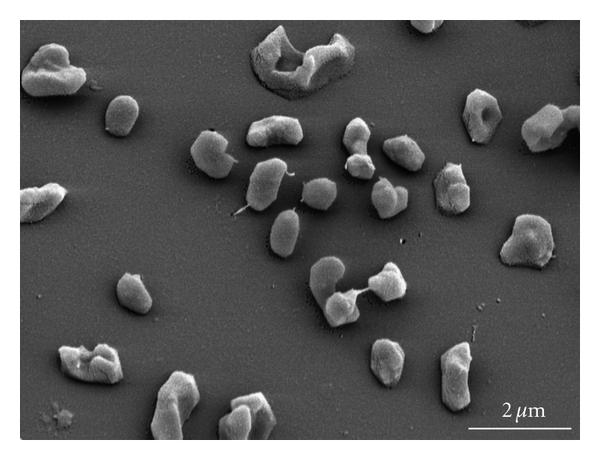
Methanohalophilus mahii（メタノサルキナ目）の電子顕微鏡写真。

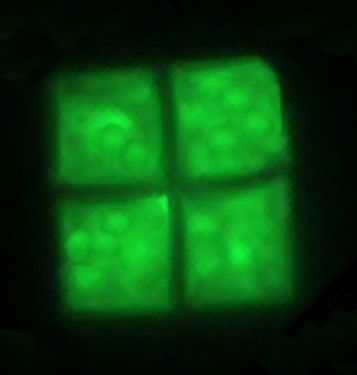
Haloquadratum walsbyi（ハロバクテリウム目）の蛍光顕微鏡写真。

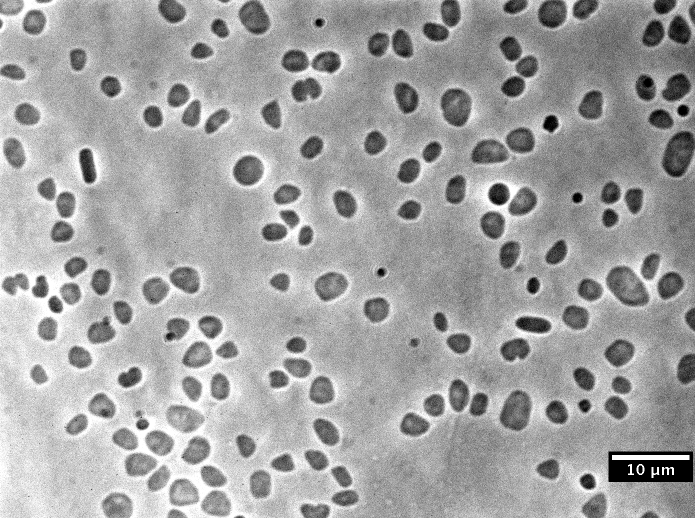
Haloferax volcanii（ハロフェラクス目）の電子顕微鏡写真。

2018年現在約480種が記載。塩湖や塩田など非常に高い塩濃度を好む高度好塩菌、嫌気環境でメタンを生成するメタン菌、 超好熱菌、好熱好酸菌などを含む。Zリングで分裂する。アクチンを欠く。細胞内にゲノムを複数コピー持つ。

### プロテオ古細菌界
TACK群およびアスガルト古細菌を含む。エオサイト界 (Eocyta)とも呼ばれる。ESCRT複合体で分裂、EF-1（伸長因子-1）に11アミノ酸残基の挿入がある。

#### TACK群
名称はタウム古細菌、アイグ古細菌、クレン古細菌、コル古細菌の頭文字を並べたもの。フィル古細菌 (Filarchaeota)とも呼ばれる。
クレン古細菌門
2018年現在64種が記載。温泉などにいる好熱好酸菌、80℃以上の高温を好み海底熱水噴出孔などにいる超好熱菌などを含む。ESCRT複合体で分裂する。古細菌固有のDNA複製酵素であるDファミリーDNAポリメラーゼを欠く。テルモプロテウス目以外はヒストンを持たないことが多い。
タウム古細菌門

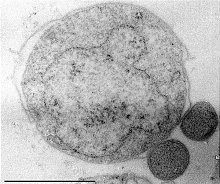
Ignicoccus hospitalis（大きい方がI. hospitalis）

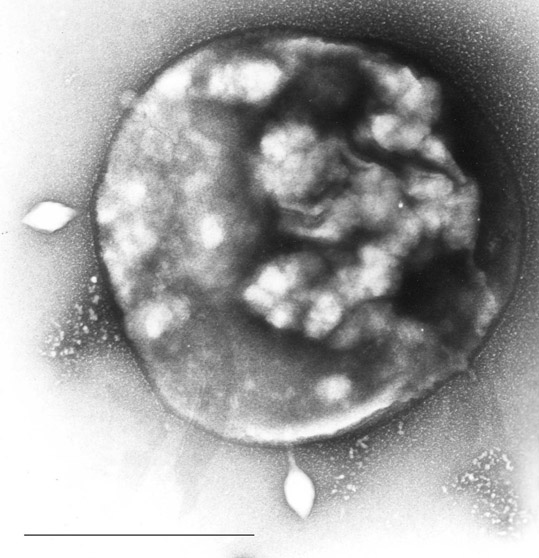
"Sulfolobus tengchongensis" RT8-4の電子顕微鏡写真

2021年現在6種が記載。2008年にクレン古細菌から分けられた系統。中温性の亜硝酸古細菌などを含む。クレン古細菌同様にESCRT複合体で分裂する。クレン古細菌より低温に適応している。
アイグ古細菌門
地下320mの金鉱より発見された"Ca. Caldiarchaeum subterraneum’"。ゲノム情報からは、好気または硝酸呼吸により、水素や一酸化炭素を酸化していると予想されている。ユビキチン-プロテアソームシステムに必要な遺伝子を持つ。タウム古細菌に近縁で、タウム古細菌に含めることもある。
コル古細菌門
環境DNAサンプルと集積培養系のみ。環境中での存在量・分布は小さいと考えられる。嫌気従属栄養性の超好熱菌。ユーリ古細菌とクレン古細菌の2大系統以外では最も最初に発見され、当初は古細菌の中で原始的な系統に属すと考えられたが、現在ではクレン古細菌に近い系統と考えられている。集積培養が得られている"Ca. Korarchaeum cryptofilum"は、嫌気性・超好熱性の従属栄養生物である。
バテュ古細菌門
海底堆積物などで豊富に見つかる系統。未培養だがメタン生成経路やバクテリオクロロフィルa合成酵素の検出例がある特異な系統。

#### アスガルド古細菌
古細菌の中で、最も真核生物に近縁とされる系統。

### DPANN群
集積培養や環境DNAのみだが、極端に細胞とゲノムサイズが小さい。古細菌の中でもっとも初期に分かれた系統とする系統解析例が多いが、特殊化したユーリ古細菌とする見解もある。
ディアペロトリテス門
明神海丘（伊豆・小笠原弧）の水深1330mにあるブラックスモーカーより最初に報告されたもの。ホームステーク金山跡の地下水から検出された集団は、ゲノム解析から従属栄養生物と予想されている。同時に、ナノ古細菌などと同様の寄生生物から進化した可能性に言及されている。提案された古細菌門の中では、唯一-archaeotaを語尾に持たない。
パルウ古細菌門
テルモプラズマ目古細菌に関係（寄生の可能性もある）。非常に細胞サイズが小さい特徴がある。
ミクル古細菌
パルウ古細菌同様テルモプラズマ古細菌に関係し、細胞サイズが小さい。細胞サイズの小ささは全生物でもトップクラスで、長さ200 nm×幅60 nm、体積も0.009 μm3から0.04 μm3しかない。ただし系統はやや離れる。
アエニグム古細菌門
深海の熱水噴出孔に存在する系統。
ナノ好塩古細菌門
高塩環境に分布する。ハロバクテリウム綱とは別系統。
ナノ古細菌門
クレン古細菌に寄生する。ゲノムサイズが非常に小さい。最初に発見され、Ignicoccus hospitalisに寄生する"Ca. Nanoarchaeum equitans"は、ゲノムサイズが古細菌最少の49万0885塩基対しかない。

## 生息環境

### 極限環境

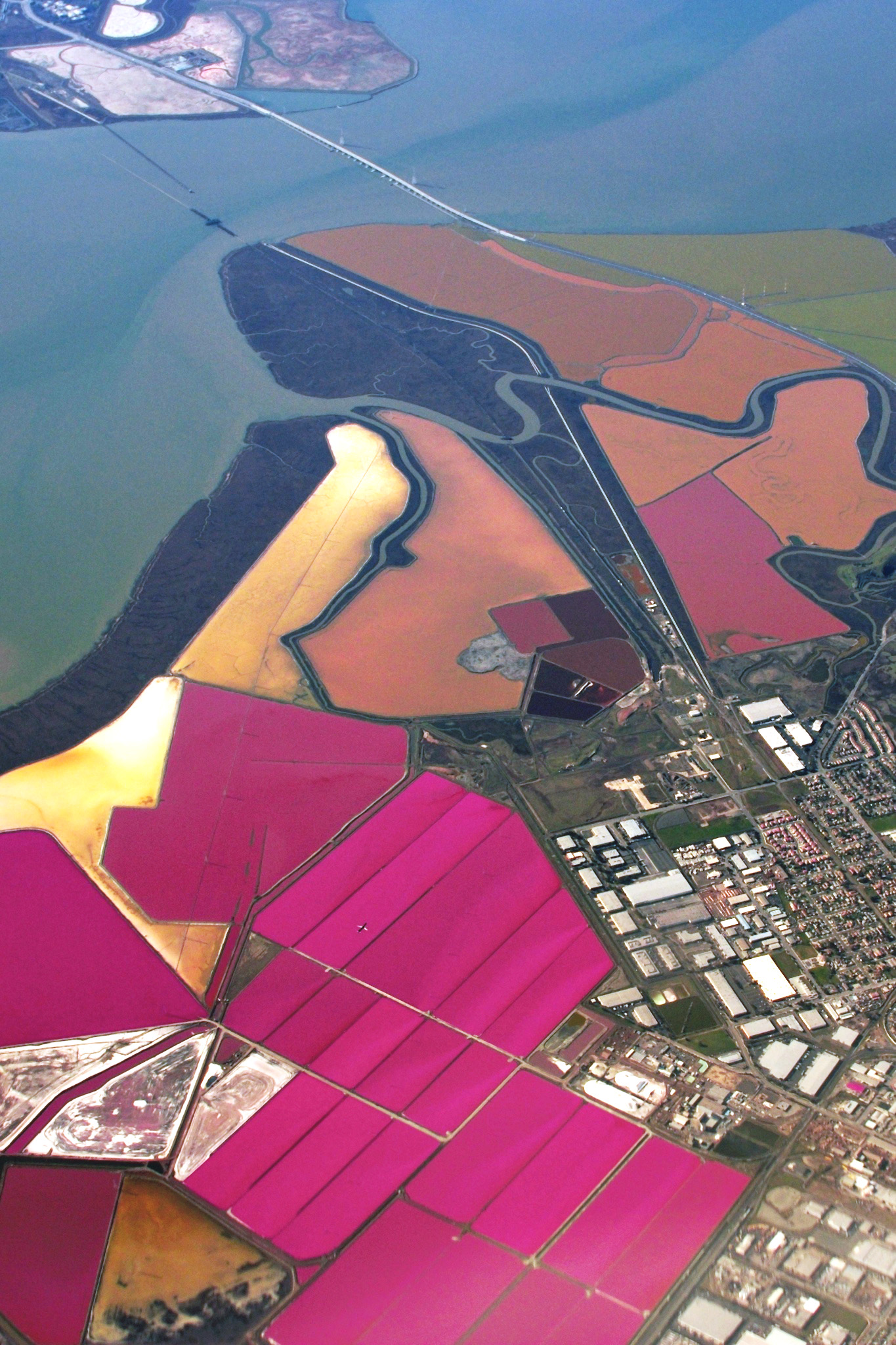
高度好塩古細菌によって赤く着色したサンフランシスコ湾の塩田

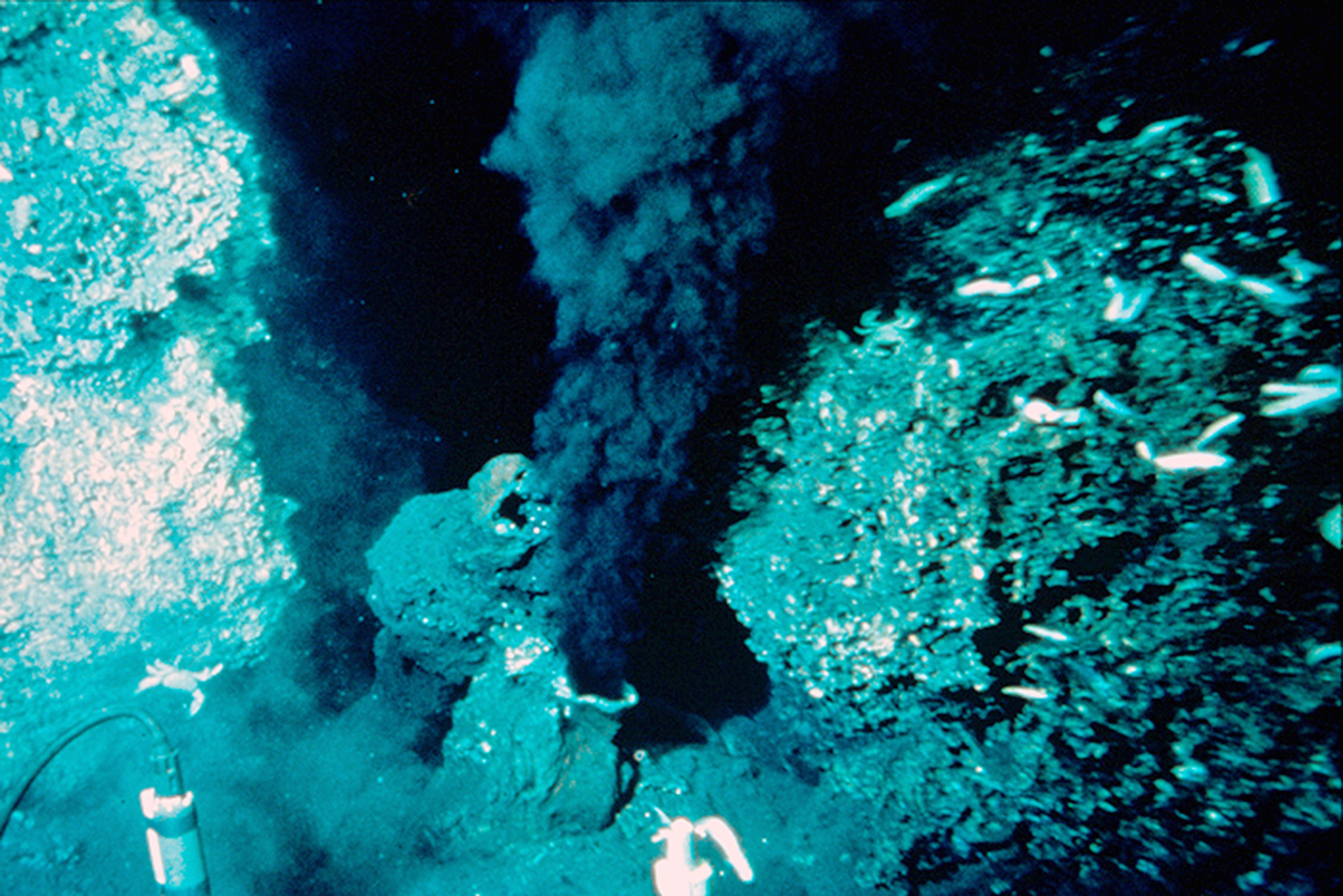
東太平洋海嶺のブラックスモーカー

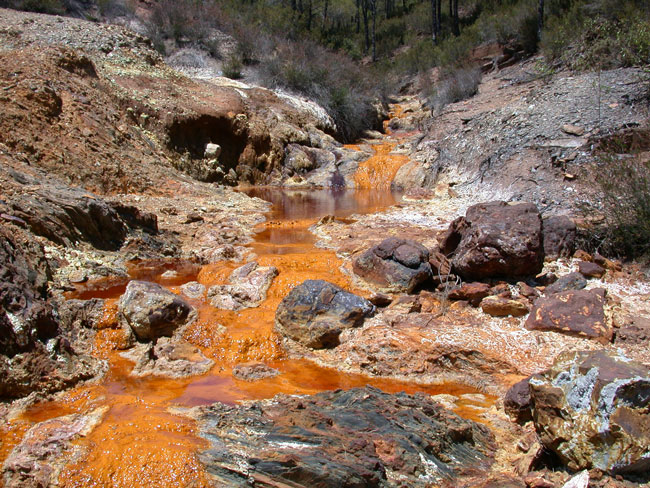
強い酸性を帯びた坑廃水

古細菌は生物圏の広い範囲に分布し、最大で地球上の総バイオマスの20%を占めるとも言われている。純粋培養が可能な古細菌の多くは、間欠泉やブラックスモーカー、油田、塩田、塩湖、強酸、強アルカリ環境などのヒトから見て極限環境に生息するものがほとんどであり、このため歴史的に極端な環境のみに分布すると考えられてきた（極限環境微生物）。実際、20世紀末まで通常の土壌・水系から古細菌が分離されることは、一部のメタン菌を除き殆ど無かった。これらの極限的な環境に生息する古細菌は、大まかに高度好塩菌、超好熱菌、好熱好酸菌へと区分することができる。高度好塩菌は、20-25%のNaCl濃度で盛んに増殖し、塩湖など非常に塩濃度の高い環境に生息する。アフリカや中国の塩湖の中にはpHが10を超えるものもあり、このような環境からは、好アルカリ性高度好塩菌が分離されている。有名なものとして、pH12で増殖できる高度好塩菌Natronobacterium gregoryiがある。高度好塩菌は特別な培養装置を必要とせず、基本的には培地に塩を加えるだけで良いので、2018年現在記載種は250種近くに達している（これは古細菌ドメインに記載されている種の半数に近いが、古細菌の半分が好塩菌ということではなく、単に培養の容易さを反映している）。
好熱菌は温泉など45°C以上の環境でよく活動するものをいう。このうち80°C以上に至適生育温度を持つものを超好熱菌と呼ぶ。Methanopyrus kandleri Strain 116は、全生物中最も高温で生育する生物として知られ、122°Cで増殖が可能と報告された。このほかPyrococcus、Pyrodictiumなどがあり、温泉や陸上硫黄孔、火山、海底熱水噴出孔などの多様な熱水系に生息する。嫌気性のものが多いが、偏性好気性の超好熱菌もAeropyrum pernix、Sulfurisphaera tokodaiiなど幾つかいる（後者は好酸性も兼ねる）。
硫黄分を含む熱泉では、硫黄が酸化されてしばしば強い酸性になる。強酸を好む好熱好酸菌は、スルフォロブス目やテルモプラズマ目に代表され、温泉や硫気孔、ボタ山などから発見される。初期に発見されたものとしてはSulfolobusやThermoplasmaなどがある。好酸菌の極端な例としては、pH-0.06（1.2M硫酸溶液下に相当）で増殖する好熱好酸菌Picrophilusがいる。Stygiolobus azoricusを除き、大半が偏性好気性か通性嫌気性である。
また、超好熱菌、好熱好酸菌などの菌群は表現型による区分であり、系統による分類と一致するとは限らない。高度好塩菌はハロバクテリウム綱、好熱好酸菌はテルモプラズマ目及びスルフォロブス目にほぼ一致するが、超好熱菌は古細菌ドメインの広い分類範囲に存在し、むしろ超好熱菌のいない目の方が少数派である。また、場合によっては複数条件で極限環境微生物と言えるものもあり、Methanonatronarchaeum thermophilumなどは、好熱性・好アルカリ性かつ強い好塩性のメタン菌である。そのほかにも、超好熱かつ好酸性のSulfurisphaera ohwakuensis（限界温度92℃、限界pH1）、超好熱かつ好アルカリ性のThermococcus alkaliphilus（限界温度90℃、限界pH10.5）などがある。
各生育・生存パラメータにおける代表種と限界値は以下のとおりである
- 高温：Methanopyrus kandleri 122℃[注 4]
- アルカリ性：Natronobacterium gregoryi（英語版） pH12[注 5]
- 酸性：Picrophilus oshimae pH-0.06（マイナス0.06）[27][注 6]
- 高NaCl濃度：Halobacterium salinarumなど 飽和濃度[注 7]
- 高圧力：Pyrococcus yayanosii 1200気圧[注 8]
- 放射線：Thermococcus gammatolerans 30000グレイのガンマ線を照射しても一部は生き残る（Cs137線源）[28][注 9]

なお、極限環境微生物と古細菌はしばしば同義として使われることがあるが、すべての古細菌が極限環境微生物というわけではなく、同様にすべての極限環境微生物が古細菌というわけではない。極限環境で生育する細菌も多数存在しており、少数ではあるが超好熱性の細菌も知られている。とはいえ、やはり細菌は医療細菌や常在細菌の存在感が大きく、古細菌ほどは極限環境微生物の割合は多くない。

### 嫌気環境

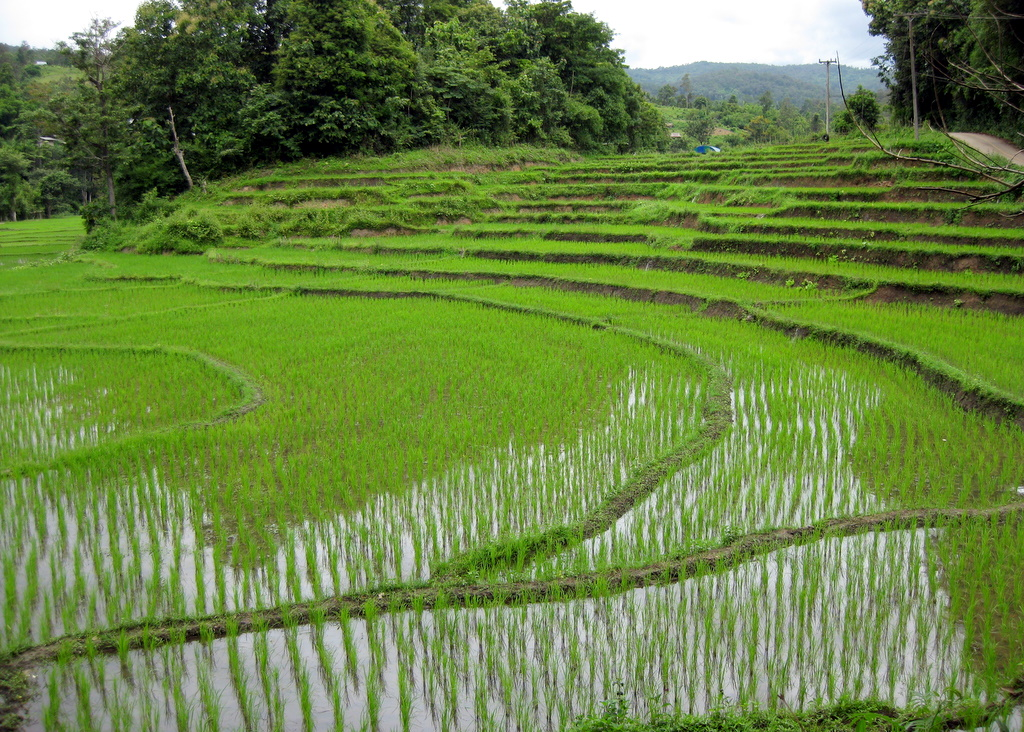
タイ王国 チェンマイ県の水田

記載されている嫌気性の古細菌は、偏性嫌気性が約260種、通性嫌気性が約10種となっている。なお、偏性好気性の古細菌は約270種で、記載種に関しては約半分が好気性、半分が嫌気性ということになる。嫌気性の古細菌で代表的なものはメタン菌である。約160種が記載されている。これは代謝の結果メタンを生成する微生物の総称であるが、このような代謝を行う生物は古細菌以外に知られていない。強い嫌気度を要求し、水素や酢酸などを代謝する為、それらが豊富な環境に分布する。例えば海底熱水噴出孔などでは、付近に生息する微生物によって水素が発生しており、それらを餌にメタン菌が大量に存在している。これらは同時に超好熱性も備えている。これら超好熱菌は、偏性好気性のAeropyrum、Sulfolobus、Sulfurococcus、通性嫌気性のAcidianus、Pyrolobus、Pyrobaculum aerophilumを除いて大半が偏性嫌気性であり、Methanopyrus kandleri、Methanocaldococcus jannaschii、Methanothermus fervidusなどがある。
水田や湖沼、海洋堆積物の中も微生物の働きによって酸素が消費され、水素や有機酸・アルコールなどが発生しており、それらをメタン菌が消費している。海洋ではメタノコックス綱、淡水系ではメタノバクテリウム綱やメタノミクロビウム綱が主にみられる。動物の消化器官や発酵槽などでもメタノバクテリウム綱やメタノミクロビウム綱が生息している。メタン発酵槽には好熱性のものやMethanosaetaが多い。
メタン菌はかなり広い範囲に分布しており、メタン菌そのものは極限環境微生物に含めないことが多い。ただし、増殖には酸化還元電位にして-0.33Vの非常に強い嫌気環境が必要である。メタン菌以外では、冷湧水帯堆積物や海洋堆積物に、未培養系統であるが、ANME I-IIIと呼ばれる嫌気的メタン酸化菌が存在する。この他にも、膨大な数の古細菌が海底の堆積物の中から見つかっている。2008年には、海底1m以深の沈澱物中に存在する生物の大部分を古細菌が占めるという報告がなされた。これらは殆ど培養されておらず、不明な点が多い。

### より温和な環境

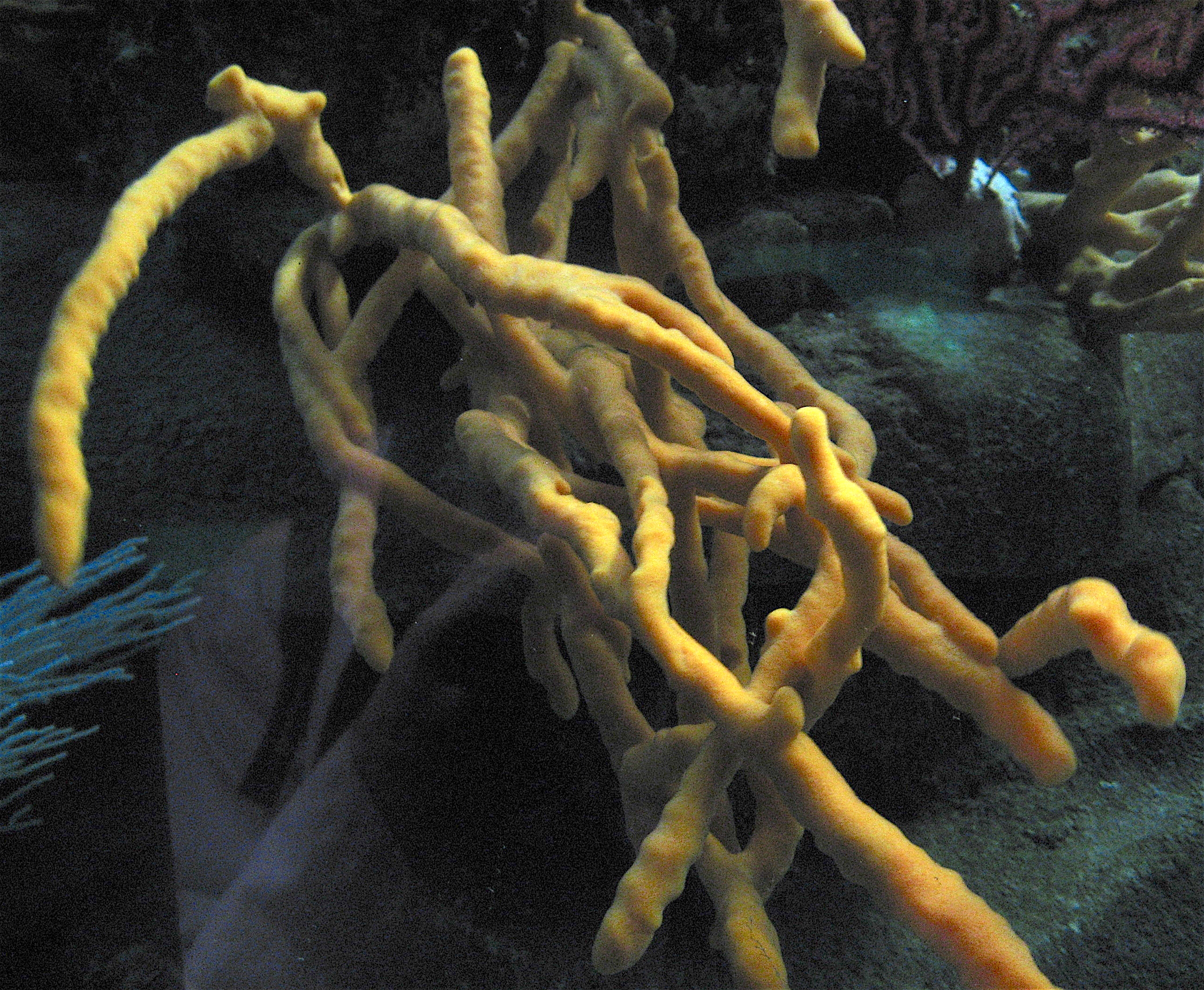
海綿の1種（アキシネラ）内部に多数のCandidatus "Cenarchaeum symbiosum"（タウム古細菌）を共生させている

現在では、極限環境や嫌気環境だけでなく、より温和な環境にも（メタン菌以外の）古細菌が存在することが知られている。例えば極地の海、湖などの冷たい環境において古細菌の遺伝子が高頻度で検出されている。一般的な海洋においても、細胞数当たりで微生物の約20%を古細菌が占めるという。湿原や下水、海洋、土壌などにも古細菌は存在する。これらの古細菌の多くは、メタゲノム、脂質解析といった手法によりその生態が明らかにされつつある。
特にタウム古細菌は、2000年以降急速に研究が進展したグループである。2005年に初めてNitrosopumilus martimus純粋培養に成功し、2014年にはNitrososphaera viennensisが記載された（2018年度の記載種の数は6種）。分離源は水族館のフィルターや海水、畑の土といった"通常の"環境で、生育温度も25～42℃と低く、pH、塩濃度といった他の生育パラメータも極端な数字ではない。タウム古細菌以外の系統は培養に成功していないが、環境DNAサンプルとして多数存在し、代表的なものとして海洋の有光層に多いMarine group IIと呼ばれるグループが知られている。

## 細胞の形態・構造

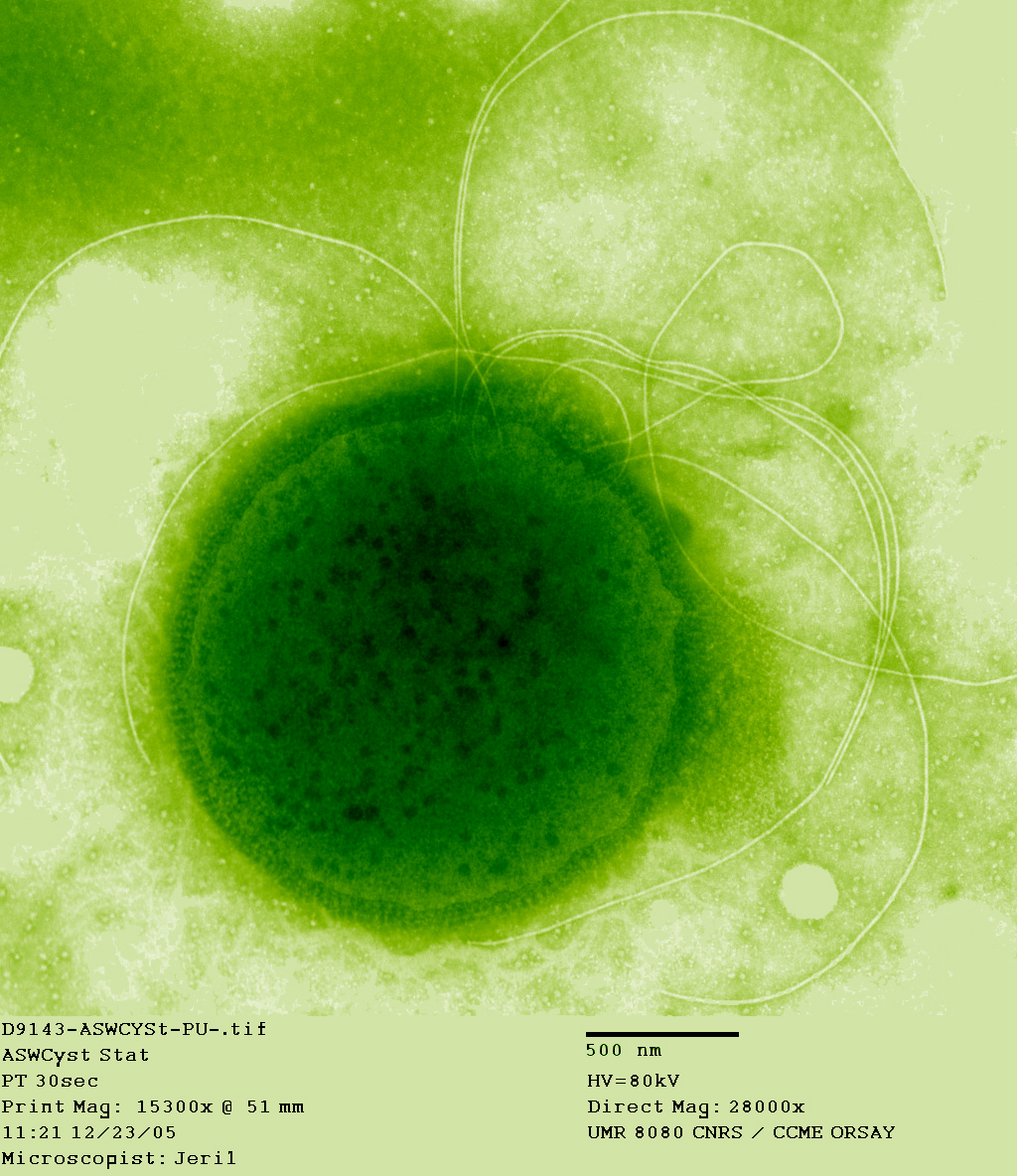
典型的な超好熱菌Thermococcus gammatoleransの電子顕微鏡写真

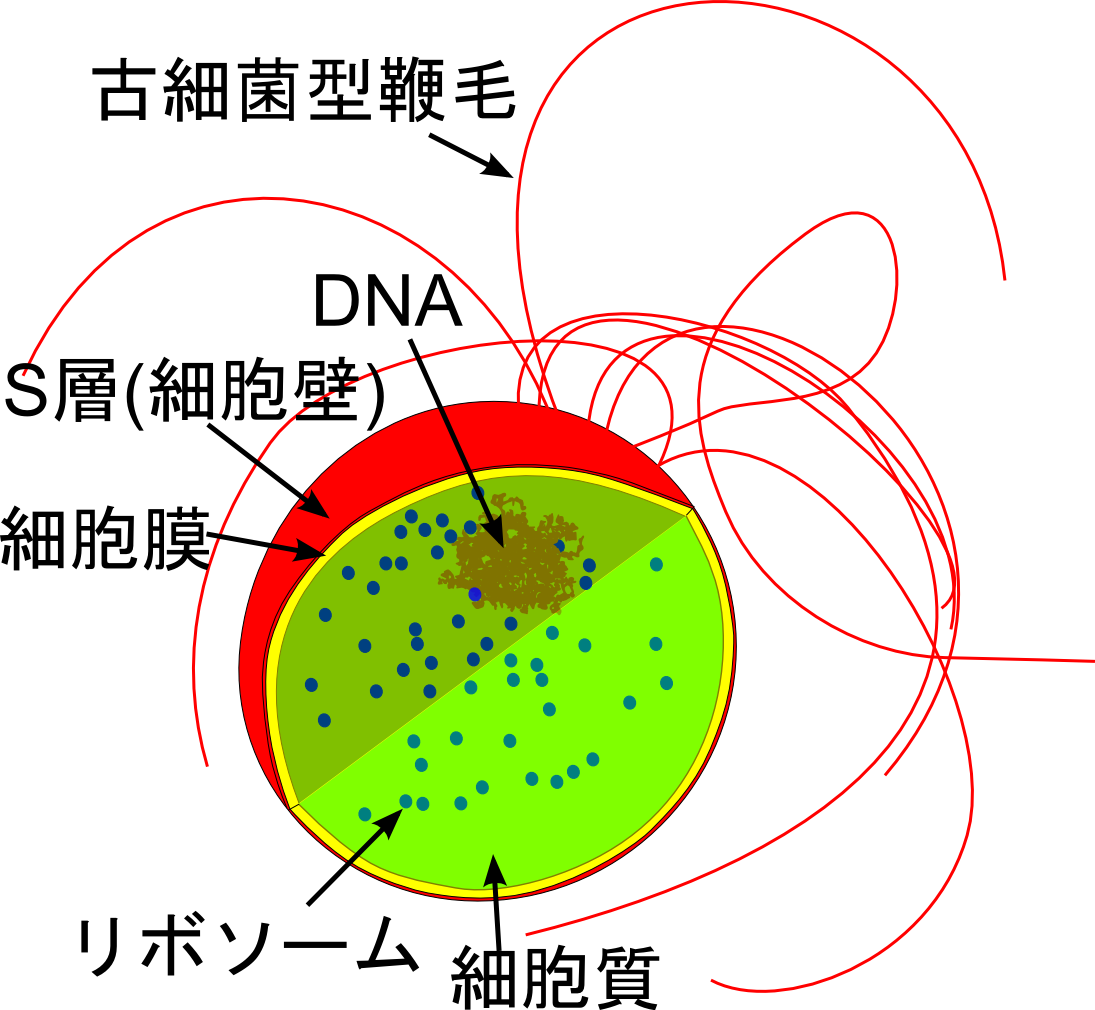
古細菌の基本的な構造（モデルは上のThermococcus gammatolerans）。細胞膜の外側には細胞壁がある。膜につつまれた細胞小器官は存在せず、内容物は混ざっている。色は区別のための着色で、実際のものとは異なる。

古細菌の外観は細菌と似ている。0.5から数マイクロメートル程度の大きさを有し、球菌、桿菌またはディスク状など様々な形が見られる。大きさは最大の球菌で直径10数μm程度である。珍しい形として、Haloquadratum walsbyiは、極薄の四角形の紙片状、高度好塩菌には他に三角菌（Haloarcula japonica ）もいる。
Thermofilum pendensは極細の針状（最大長～100μm）、ThermoplasmaやFerroplasmaは、強固な細胞壁を持たないために、一部の種は定まった形を持たず、アメーバのような形になることもできる。また複数の細胞が集合して大規模な融合細胞を形成するものも存在する。この例としてはThermococcus coalescensが知られている。
古細菌は原核生物であるため、通常細胞内の膜系を発達させず、細胞内の目立つ構造物と言えばDNAとリボソーム、ガス泡、PHBの顆粒くらいである。これらを含む細胞質を細胞膜がつつみ、その外側を細胞壁が覆う。一般に細胞壁は細菌よりも薄く、機械的強度も弱い。細胞表面には、鞭毛や線毛、繊維状の付属構造を持つ場合がある。なお、細胞内の膜系に関しては、ThermoplasmaやIgnicoccusといった例外も存在する。Ignicoccusは、外細胞膜と内細胞膜、その間の巨大な疑似ペリプラズムに特徴づけられる。外側の膜にATP合成酵素があり、疑似ペリプラズムにおいてもATPが利用可能な点で、グラム陰性細菌と異なる。内部はフィラメントや網構造が非常に入り組んで観察される。
細胞よりも高次の構造も乏しく、殆どの種は単独か原始的な群体を持つに過ぎない。Methanosarcinaは接着物質を使用し、小荷物様の群体を形成する。他のメタン菌の中には、シースと呼ばれる鞘の中に複数の細胞が鎖のようにつながった形態をとるものがある。シート形成や網目状のネットワークを形成するものもある。何れにせよその形態の多様性は限定されており、形態により古細菌を特徴づけるのは困難である。古細菌を特徴付けているのは、ほとんどが分子生物学的知見による。

### 細胞壁
古細菌の細胞壁は一般的にタンパク質性のS層である。S層は多くの細菌にも認められるが、細菌と異なりペプチドグリカンを持たず、S層そのものが細胞壁になっているという点で異なる。古細菌のS層は熱に対して極めて安定だが、細菌の細胞壁と異なり浸透圧変化に脆弱で機械的強度も弱いものが多い。メタノバクテリウム綱は、シュードムレインと呼ばれる糖ペプチドを持つ。これはペプチドグリカンの一種ではあるが、ムラミン酸やdアミノ酸を欠くという点で細菌の細胞壁と区別できる。Methanopyrus kandleri、Methanothermusは、シュードムレインの外側に更にS層がある。S層もシュードムレインも、その合成系の違いから、細菌の細胞壁合成を阻害するβ-ラクタム系抗生物質、グリコペプチド系抗生物質は効果が無い。一般的な傾向として、グラム染色ではS層が陰性に、シュードムレインが陽性に染色される。
その他の細胞表層構造としては、シース（Methanospirillus、Methanosaeta）、メタノコンドロイチン（Methanosarcina）、多糖類（Halococcus）、グルタミニルグリカン（Natronococcus）などがある。また、テルモプラズマ綱は細胞壁が無い。多くの古細菌はグラム陽性細菌同様外膜を持たないが、Ignicoccus及びMethanomassiliicoccus luminyensis、未培養系統であるARMAN、アルティアルカエウム目は外膜（または外細胞膜）を持つ。これらは系統的に離れていて、進化的な意義は不明である。

### 鞭毛
基部のモーターにより鞭を回転させ、細胞の移動を可能とする器官である。直径10-15nm、全長10-15μm。細菌の鞭毛に似るが、よく見るとやや細く、また、構成するタンパク質にも相同性はない。むしろ古細菌自身やグラム陰性細菌が持つIV型線毛との共通点が多い。一方、細菌の鞭毛はIII型分泌装置との共通点が多く、両者は異なる起源を持つと考えられている。鞭毛の繊維部分は根元にユニットが追加される形で伸長する。また、細菌は鞭毛の駆動力として水素イオン濃度差を利用するが、こちらはATPの加水分解により駆動する。エネルギー変換効率はほぼ100%の高効率を達成している細菌に比べて著しく低く、6～10%程度と見積もられている。

古細菌とその他の生物の極性脂質の違い。1-4, 10は古細菌細胞膜脂質の代表例2,3-ジフィタニル-sn-グリセロール1-リン酸、5-9はそのほかの生物の細胞膜脂質

### 細胞膜
細胞膜を構成する脂質は、古細菌と他の2ドメインを区別する最大の特徴である。真核生物および細菌はグリセロールのsn-3位にリン酸基が結合したsn-グリセロール3-リン酸を基盤として、sn-1位、2位に脂肪酸残基がエステル結合している。対して古細菌がもつリン脂質はこれと鏡像体の関係にあり、sn-1位にリン酸基が結合したsn-グリセロール1-リン酸を基盤として、sn-2位、3位に脂肪酸ではなくイソプレノイド基がエーテル結合している。ただし、両者の区別は以前考えられていたほど厳密ではない。エーテル結合を含む脂質や環状脂質は、超好熱菌アクイフェクスやサーモデスルホバクテリア（Thermodesulfobacterium）などからも見つかっている。また2020年、一部の細菌（FCB群）が細菌タイプと古細菌タイプの脂質が混在した細胞膜をもっている可能性が報告された。一方で、一部の古細菌は、細菌タイプの脂質を合成するための遺伝子の一部をもつことが知られている。ただし、必要な遺伝子をすべてもつ古細菌は知られておらず、実際に細菌タイプの細胞膜を合成する例は未だに報告されていない。
古細菌および細菌どちらの場合も、脂質分子は互いに向かい合って脂質2重層を形成している。古細菌がもつ脂質分子の炭化水素鎖は多くの場合、炭素数20（稀に25）のイソプレノイドからなる。不飽和型は稀である。一部の古細菌の細胞膜には、C20イソプレノイド鎖（フィタン鎖）が向かい合って結合したC40ジフィタン鎖からなるテトラエーテル型脂質や、炭化水素鎖の途中で架橋、あるいは環状構造を有す物も存在する。これら脂質分子の組成は古細菌の種類および生息環境によって変化する。
細胞膜上にはATP合成酵素や電子伝達体（その他メタン生成経路やバクテリオロドプシンなども）などの酵素類が偏在しており、古細菌の代謝の主要な場である。膜上にはこの他に各種輸送体や各種センサーなどが存在する。

### 細胞質
細胞質に目立つ構造は少ない。DNA、エネルギー貯蔵用のポリヒドロキシ酪酸の顆粒、リボソーム、高度好塩菌などが持つ浮力調整用のガス胞などが比較的目立つ程度である。細胞骨格については、Thermoplasmaが細胞壁がないにもかかわらず、様々な形をとることから、発見時より何らかの形で細胞骨格が存在することが推測されていた。これは細菌のMreBに類似した蛋白質が使われている。
一方、クレン古細菌からはアクチンに類似するタンパク質が報告されている。ロキ古細菌から発見されたアクチンは、ヒトアクチンと58-60%の同一性を持ち、プロフィリンはウサギアクチンと相互作用を起こすことができる。この系統やタウム古細菌からはチューブリンに近い遺伝子も報告されているが、実態は良く分かっていない。

## DNAと遺伝子発現

### DNA
1996年にMethanocaldococcus jannaschiiの全ゲノムが解読されて以来、2018年までに250株以上の古細菌についてゲノムの解析が行われた。ゲノムサイズは1.2 - 6 Mbp（Mbp=100万塩基対）と細菌と比較してもやや小さく、Methanothermus fervidusのゲノムは124万3342bpしかない。完全独立生物を送るものとしては最小である。さらにIgnicoccus hospitalisという古細菌に共生している“Ca. Nanoarchaeum equitans”に至っては宿主に完全に依存しているとはいえ、49万885bpというきわめて小さなゲノムを持つ。これまでに解析された古細菌のうち、最大のゲノムを持つのはMethanosarcina acetivorans（575万1492bp）である。ゲノムは好熱菌では1分子のことが多いが、高度好塩菌や一部のメタン生成菌は副ゲノムやプラスミドを所持する例も多い。ゲノムサイズは小さいものの、古細菌のゲノムは細菌や真核生物よりも複雑性が高いという。
DNAの構造は細菌に類似しており、環状のDNAを持ち、それが凝集して核様態を形成している。一方で、DNA結合タンパクは細菌とは異なり、一般的に古細菌型ヒストンである。Methanothermus fervidusのヒストンは詳細に観察されていて、真核生物のH3-H4四量体に対応する構造をとる。この四量体におおよそ60bpのDNAが巻き付き、真核生物のヌクレオソームに類似する構造を形成することが報告されている。ただし古細菌型ヒストンは、三次構造レベルでは真核生物ヒストンによく似ているものの、翻訳後修飾を受けるという報告は無く、N末側テールに相当する領域も欠く。その他各種DNA結合タンパクが存在する。テルモプラズマ綱とデスルフロコックス目、スルフォロブス目はヒストンを持っておらず、それぞれ細菌のHU様タンパクや、独自のAlbaタンパクを使用する。
古細菌のDNA複製は真核生物に近い。対して細菌のもつ複製機構とは類似性がなく、古細菌・真核生物と細菌とで起源が異なると推定される。複製を担うDNAポリメラーゼについては、真核生物がBファミリーDNAポリメラーゼ（以下PolB）を使用するのに対して、古細菌は独自のDファミリーDNAポリメラーゼ（以下PolD）を併せもち、このどちらか、または両方が複製に使用されている。岡崎フラグメントの長さは真核生物と同様短いが、複製速度は細菌同様速い。DNAそのものは細菌と同じく環状2本鎖にもかかわらず、複製開始地点が複数存在する場合もある。一般に、古細菌のDNA複製機構は、真核生物のそれの祖先型とみられている。
また、古細菌に感染するウイルスも多数発見されている。多くは二本鎖DNAウイルスで、形態はかなり多様性に富んでいる。海洋環境でのウイルスによる感染の影響は細菌よりも古細菌の方が大きく、ウイルスによって死滅させられた古細菌から、炭素換算で年間3～5億トンものバイオマスが供給されていると見積もられている。ウイルスに対しての獲得免疫システムとしてCRISPR/Casシステムがあり、古細菌の84%にCRISPRが存在すると推定される。少数だが制限酵素を持つ古細菌もいる。

### タンパク質の合成
DNA情報をもとにタンパク質が合成される過程（セントラル・ドグマ）は転写および複製からなっており、これは現存する全生物に共通するが、各ドメイン間で合成機構は微妙に異なる。古細菌のタンパク質合成過程は細菌と類似する点もあるが、使用される酵素の分子構造は真核生物（真核生物の翻訳参照）と類似している。まずRNAポリメラーゼがDNA配列に従いmRNAを合成（転写）し、さらにリボソームにおいてmRNA配列に従ってタンパク質に翻訳される。転写機構は真核生物のRNAポリメラーゼIIによる転写機構とよく似ていて、立体構造も酷似する。リボソームは3つのRNAと70種弱のタンパク質より成り、RNAはやや細菌に、タンパク質は真核生物に近い。翻訳開始アミノ酸はメチオニンで、リボソームがストレプトマイシンやキロマイシンによって阻害を受けず、ジフテリア毒素によって阻害を受けることなどの点で真核生物に似ている。

## 中央代謝
古細菌のTCA回路は他の生物とほぼ同じである。好気性の古細菌や一部の嫌気性クレン古細菌は完全なTCA回路を備えており、反応は通常の好気性細菌や真核生物と同様に進行する。残りの嫌気性菌はTCA回路を部分的にしか備えておらず、炭素固定などに利用している。
解糖系は各古細菌種によってED経路（エントナー-ドウドロフ経路）、EM経路（エムデン-マイヤーホフ経路）何れかが存在する。こちらは他の生物といくつか相違が見られる。いくつかのメタン菌やテルモコックス綱からはEM経路に関係する酵素が見つかっているが、ADP依存性グルコキナーゼやADP依存性ホスホフルクトキナーゼ、ホスホエノールピルビン酸シンターゼなど特異な酵素が関与するため、変形EM経路と呼ばれている
。一方、好気性の古細菌の多くは、好気性の細菌の一部に見られるエントナー-ドウドロフ経路（ED経路）に似る経路を使用する。高度好塩菌では、一部の経路がリン酸化せずに進行するため、部分リン酸化ED経路と言う。テルモプラズマ目の非リン酸化経路では、反応の末端である2-ホスホグリセリン酸に至るまでリン酸化を伴わず、更にグリセルアルデヒドからグリセリン酸までの反応が、グリセルアルデヒドデヒドロゲナーゼによってバイパスされるため、系全体の収支としてATPは生成しない。
ペントースリン酸経路はあまり見られず、リブロースモノリン酸経路を用いる種が多い。独立栄養性の種では、炭素固定回路は種によって異なる。古細菌特有の経路として、Ignicoccusなどがジカルボン酸/4-ヒドロキシ酪酸回路を用いている。

## 繁殖・細胞分裂
古細菌は基本的に細菌と同様、単純な二分裂によって増殖（繁殖）する。出芽により増殖するテルモプロテウス目など一部を除くと、分裂後も殆ど同じクローンが2体できるだけである。胞子や芽胞の形成も確認されていない。最適条件での増殖速度はMethanocaldococcusやPyrococcusで約30分、Methanosaetaなど遅いものだと数日を要する。分裂に伴う細胞膜の切断やDNAの分配は細菌に似ていると言われている。Methanocaldococcus jannaschiiを始めとしたユーリ古細菌のゲノム上にはFtsZ、MinDなどが存在し、細菌と同様、Zリングの収縮で細胞を分裂させると考えられている。一方でクレン古細菌からはFtsZが見つからず、分裂機構は長い間全く不明であった。2008年に真核生物のエンドソーム選別輸送複合体（ESCRT複合体）に相当するタンパク質が細胞分裂に関与するという報告がなされている。タウム古細菌も同様の機構を持ち、アスガルド古細菌ではさらに多くのESCRT複合体関連遺伝子が見つかっている。一方で、テルモプロテウス目のゲノムからは、FtsZもESCRT複合体も見つからず、アクチンに類似するタンパク質を用いた細胞分裂機構を持つと予想されている。
有性生殖は存在しないが、特殊な例として、Haloferax volcaniiにおける細胞間架橋構造の形成がある。細菌の接合はプラスミドを移行させる現象であるが、この例ではプラスミドや細胞質は移行せず、ゲノムDNAのみが移行する点で異なる。スルフォロブス目の例では、UV照射や薬剤暴露によるDNA損傷によって細胞凝集が誘導され、染色体の組み換えが起こる。それ以外のストレスによっては誘導されず、プラスミドも関与しないなどといった点で細菌の接合とは異なる。また、繊毛を失った株は凝集できず、UV照射に対する生存性が低下する。細胞融合性を持つFerroplasma acidarmanusでも激しいゲノム組み換えが見られる。いずれも組み換えはプラスミドでは無くゲノムDNAに制御されている。Sulfolobusではゲノムの交換は種特異的であり、Ferroplasma acidarmanusも進化距離の違いにより組み換え率が急速に低下する。これは古細菌における種の概念を示している可能性がある。

## 物質・エネルギー循環における役割
古細菌は、かつてメタン生成を除き、地球上の物質循環への影響は限定的と考えられてきた。しかし、難培養性の古細菌の研究が進むにつれ、地球規模の物質循環への寄与が無視できないものであることが明らかとなってきている。全体として見た場合、環境中の古細菌は、炭素や窒素、硫黄における物質循環の一部を構成している。
近年注目されているのは窒素循環への関与である。以前からメタン生成菌や好熱菌など一部の古細菌が窒素固定や硝酸塩呼吸を行うことは知られていたが、これらに加え、2005年にタウム古細菌がアンモニア酸化を行うことが発見された。メタゲノム解析は、アンモニアモノオキシゲナーゼを有すタウム古細菌（亜硝酸古細菌）が、海洋、土壌何れにおいてもアンモニア酸化細菌を遥かに上回ることまで示している。これにより、アンモニア酸化は細菌が行うというこれまでの常識が崩された。農業用土壌では、アンモニア酸化細菌と古細菌は、アンモニア濃度やpH、土壌深度等に応じて住み分けを行っているようである。亜硝酸はその後別の細菌によって硝酸に酸化され、植物など他の生物によって利用される。この過程に古細菌が関与するという報告はない。亜硝酸古細菌はまた、温室効果ガスである一酸化二窒素を放出する。一方で、亜硝酸古細菌はメタンの酸化分解を行うという報告もある。
また、硫黄循環においては、鉱物から硫黄を遊離する過程で古細菌が働く。例えばSulfolobusは単体硫黄を酸化することによって増殖する。この活動によって生成する硫酸が環境汚染を引き起こすことがあるが、硫黄循環においては、硫黄を植物に利用できる形に変化させるという点において重要である。ただし、この反応は細菌の一部も同様に起こすことができる。
メタン生成菌は炭素循環において独特の地位を占める。これらの古細菌が持つ水素や有機酸をメタンとして除去する能力は、嫌気条件での有機物代謝の最終段階を担っている。この過程は「メタン菌」において詳しい。天然ガスやメタンハイドレートも、その生成にはメタン菌が関与している。しかしながら、メタンの温室効果は二酸化炭素の21倍強く、地球温暖化寄与率は18%に達する。メタン菌は地球上におけるメタン放出量の少なくとも2/3以上を占めると考えられている。水田や反芻動物から放出されるメタンも、元を辿ればほぼ全てがメタン生成菌由来である。なお、古細菌の中には、硫酸還元細菌と共生し、嫌気条件下でメタンを硫化水素と二酸化炭素に分解する系統も存在する。
2015年には、植物プランクトンにとって重要な補因子である、海洋のビタミンB12生産の大部分をタウム古細菌が担うと報告された。
一部の古細菌は光エネルギーの利用も行うようである。バクテリオクロロフィルを使った光合成は知られていないものの、高度好塩菌やMarine group IIが保有する、バクテリオロドプシンやプロテオロドプシンは、光駆動プロトンポンプの機能を持つ。地球上における光エネルギーの利用はバクテリオクロロフィルを含むクロロフィル型が主だと考えられてきたが、細菌を含めたプロテオロドプシンによるエネルギー生産量はその1割にも達すると見積もられており、古細菌Marine group IIもその一部を占める。ただしこれらは炭素固定を行わない光従属栄養生物と考えられる。

## 他生物との関係

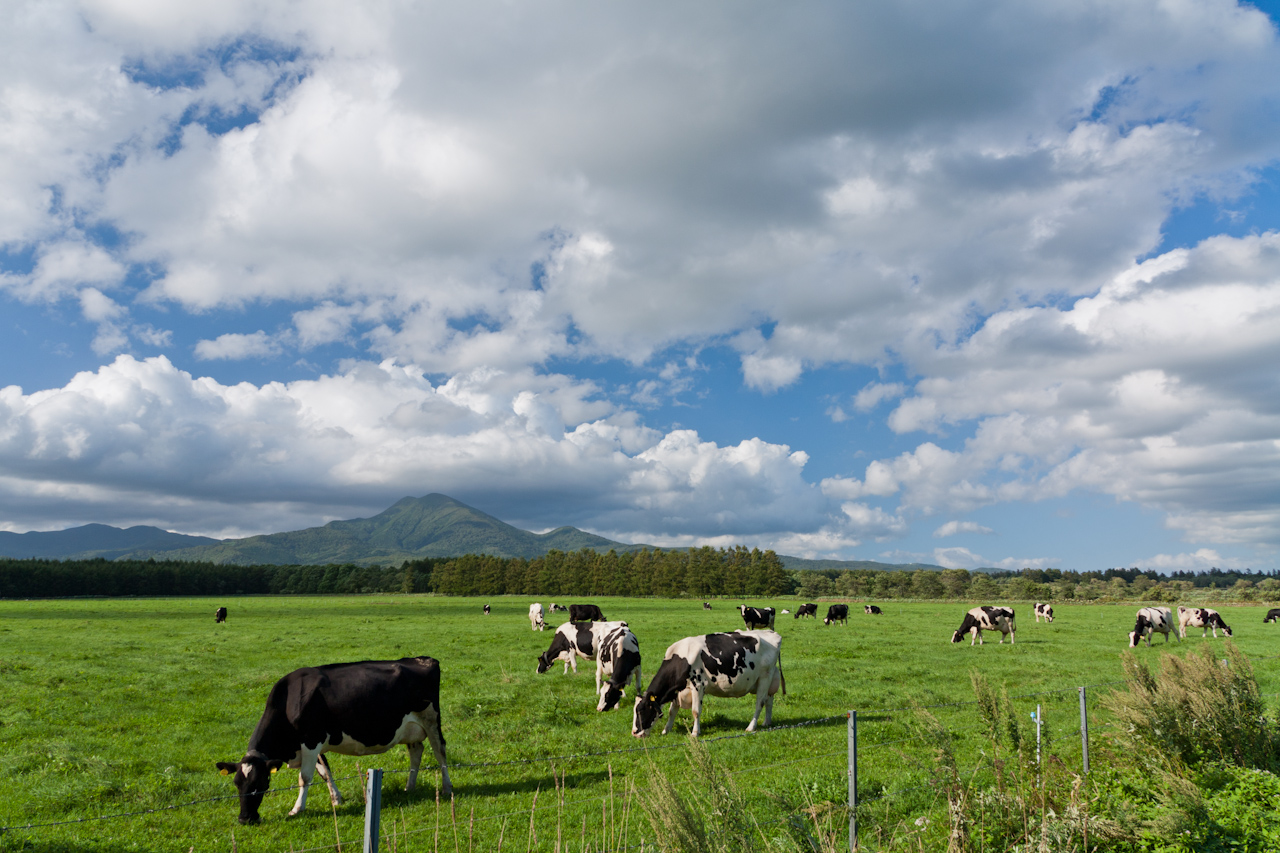
牛などの反芻動物の消化器官には大量のメタン菌が存在しており、メタンを生成している。

他の生物との関係は、相利共生か片利共生のどちらかである。病原性の古細菌は確実なものは知られていない。寄生の例としては、"Ca. Nanoarchaeum equitans"が、別の古細菌Ignicoccus hospitalisとの共存下のみで増殖する例がある。
メタン菌と原虫の相互作用は相利共生として理解されている。これは、反芻動物や白アリの消化器官でセルロースを分解するために働く。原虫は嫌気条件でエネルギーを得るためにセルロースを代謝し、その過程で廃棄物として水素を放出する。水素が蓄積すると原虫は増殖が阻害される。メタン菌はこの水素の除去を行い、原虫は効率的なエネルギー生産を可能とする。有機酸や水素を放出する嫌気性細菌との間にも同様の共生関係が成り立つ。この関係は古細菌同士でも可能で、メタン菌であるMethanopyrus kandleriが存在すると、水素を放出するPyrococcus furiosusはM. kandleriに付着してバイオフィルムを形成する。こういった関係はいくつかの原虫、菌類でより進展しており、例えばPlagiopyla frontata、Nyctotherus ovalisなどは細胞内に共生メタン菌を保有する。
ヒトの体内で最も一般的なのはMethanobrevibacter smithiiというメタン菌である。このメタン菌を保有するマウスは体重増加が報告されており、栄養吸収や肥満に関係している可能性がある。高齢者に多いMethanomassiliicoccus luminyensisは、有害なメチルアミンを無害なメタンに分解する。一方、口腔内に存在するMethanobrevibacter oralisについては、免疫応答に関与することで歯周病を悪化させる危険因子であるとされている。メタン菌はヒトにとって、有益でも有害でもありうる。
メタン菌以外では、海綿Axinella mexicanaとタウム古細菌"Ca. Cenarchaeum symbiosum"の関係が報告されている。

### ヒトによる利用

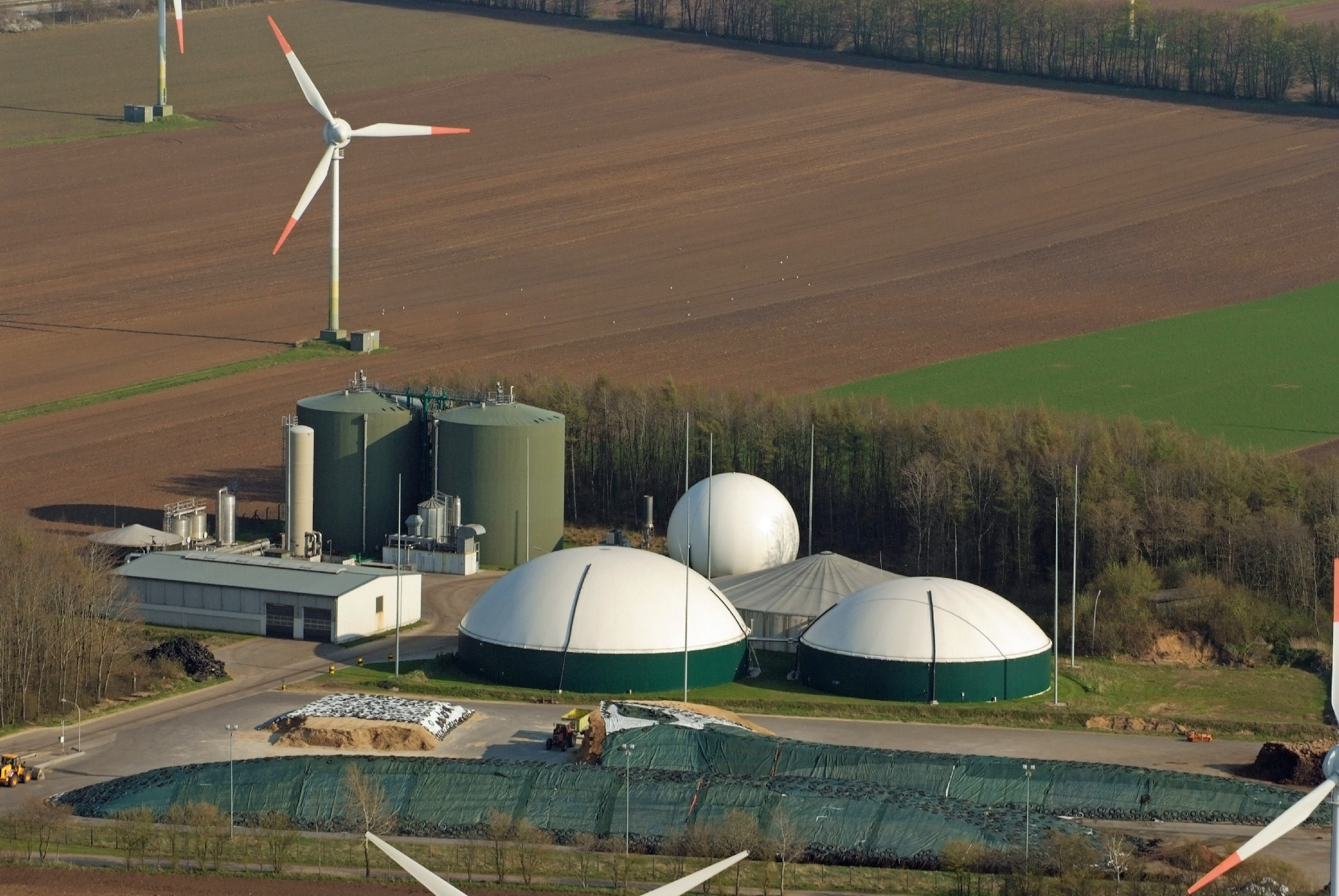
ドイツのバイオガス製造プラント

汚水処理施設やバイオガスの製造において、メタン菌によるメタン発酵が行われている。この他菌体を直接利用するものはあまりないが、キムチや魚醤からHalococcusやHalobacteriumに代表される高度好塩菌が検出されることがあり、腐敗や発酵に関与する。好熱好酸菌は硫化水素や金属の処理目的に研究されている。
一方、新しい遺伝子資源としても注目を集めてきた。Pyrococcus furiosusやThermococcus kodakaraensisなどに由来するDNAポリメラーゼ（Pfuポリメラーゼ、KODポリメラーゼ）は、Taqポリメラーゼ（細菌Thermus aquaticus由来）に比べ複製正確性が高く、PCRになくてはならない酵素の一つである。タンパク質が結晶化しやすく、真核生物のホモログあるいは新規酵素を多数持つことから、タンパク質の構造研究にもしばしば使用される。これまでのところあまり実用化されていないが、CRISPR/Casや抗生物質など未利用の遺伝子資源も存在する。

## 古細菌の起源と系統的位置

岩部らの論文の概略。全生物を対象にした系統樹では外群が設定できないため、無根系統樹しか得られない。EF-Tu/1α、EF-G/2を使用しても、それぞれ単独では無根系統樹になる。しかし、この2つの遺伝子は元々は1つの遺伝子が重複し、その後別々に進化したことが分かっており、互いに相手を外群として使用することで系統解析が可能である。それにより、共通祖先は最初細菌と古細菌（+真核生物）に分かれたことが分かった。
(1):EF-Tu/1α、EF-G/2それぞれの無根系統樹
(2):EF-Tu/1α、EF-G/2を合わせた系統樹
(3):互いに相手を外群として折り曲げた系統樹

共通祖先、原始生命体、生命の起源なども参照
地球の歴史は45億4000万年前までさかのぼる。また、海洋も44億年前までには形成された可能性がある。生命の起源は不明であるが、西オーストラリア州ジャックヒルズから見つかった41億年前に形成されたジルコンから、異常に同位体比率の偏った炭素が発見されており、生命活動の痕跡の可能性が指摘されている。起源が38億年より遡る場合、後期重爆撃期との関係も重要になる。少なくとも35億年前まで、そしておそらくそれよりももっと以前から生命は存在していたと考えられている。
地球上に誕生した生命が細菌と古細菌に分かれた理由についても不明なところが多い。共通祖先が分かれて古細菌が出現した時期についてはいくつか説が出されていて、例えば35億年前の地層から異常にC13の比率が低いメタンが発見されており、メタン菌が当時存在していた、つまりこの時期までには古細菌が出現していたと考えることもできる。系統解析からの推定では、38億年前、42億年以前、44億年以前、などという数字も出ているが、あまりにも古い時代のため、不確実性が大きい。

### 細菌との関係
細菌と古細菌は共通の祖先を有する可能性が高い。DNAやたんぱく質が脂質二重膜よりなる細胞膜につつまれる構造は全生物に共通する。コドンなど基本的な遺伝の仕組みも共通している。一方で、細胞膜の成分やDNA複製系は全く異なっており、両者が分かれたのは非常に古いと推定される。
ウーズが最初に描き出した系統樹は無根系統樹であり、共通祖先がどの位置にあるかは確定できないものであった。例えば、真核生物と原核生物が最初に分かれた後、原核生物が細菌と古細菌に分かれた、あるいは細菌と古細菌が最初に分かれた後、細菌から真核生物が進化した、もしくは細菌の中に共通祖先があり、細菌の一系統から古細菌や真核生物が進化した、など様々に解釈できる。この問題は、16S rRNAなどの遺伝子の単純な解析では導き出せないが、共通祖先以前に重複、その後独立して進化した遺伝子を比較することで可能となる。1989年に、H+-ATPアーゼ、伸長因子、リンゴ酸デヒドロゲナーゼ、乳酸デヒドロゲナーゼなど共通祖先以前に分かれた遺伝子を用い、共通祖先がまず細菌と古細菌類に分岐したことが明らかになった。時期的には前述のとおり、30億年よりも遥かに遡る古い時代に起こったと考えられる。
これ以外の説としては、共通祖先は現代的な細胞膜やDNA複製の仕組みを持っていなかったとする説もある。アルカリ熱水泉の細孔で生命が誕生したとすれば、透過度の低い細胞膜は必要ではない。古細菌と細菌はそれぞれ独立に細胞膜やDNA複製の仕組みを獲得し、別々に細孔から脱出したとする。また、トーマス・キャバリエ＝スミスらは、最初に細菌が多様化した後、細菌の一グループである放線菌の中から真核生物と古細菌の祖先が出現したネオムラ説を提唱している。他の細菌との違いは、高温への適応や、細菌間での化学戦の産物であるとする。放線菌は外膜の無い単膜細菌（MD細菌）であり、膜が一重であることが古細菌と共通する。Hsp70やグルタミン合成酵素 Iなどから得られる系統樹がネオムラ説を支持するという。

### 真核生物との関係

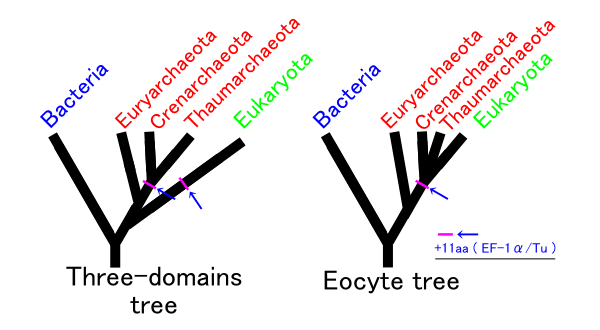
左:3ドメイン説、右:エオサイト説。EF-1のインデルの比較ではエオサイト説が支持される。

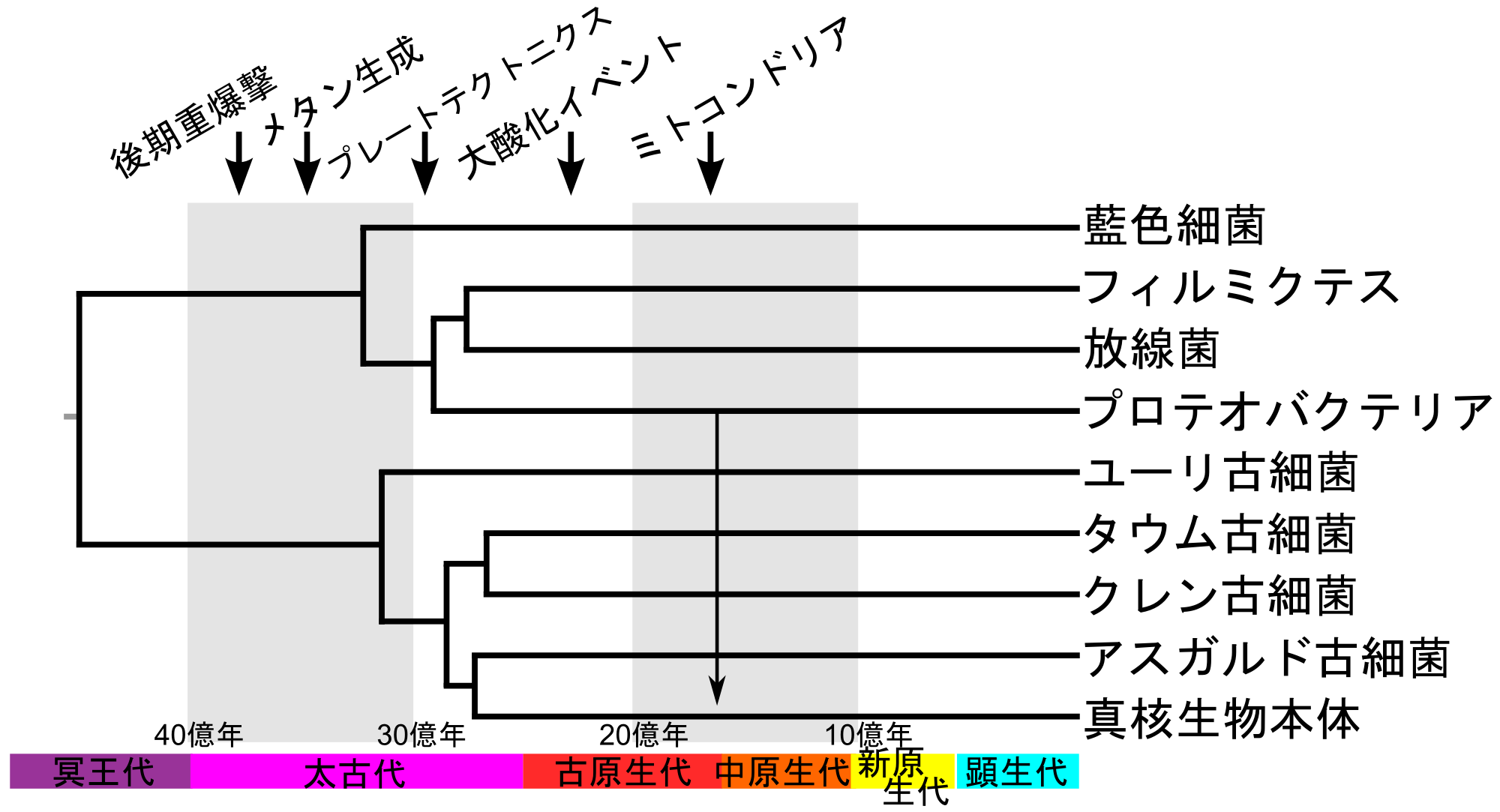
29遺伝子と化石証拠に基づく系統樹（Holly C. Betts et al., 2018）の概観。この系統樹では2分岐説が採用されている。主要系統以外は省略。古細菌の中では最初に分岐したDPANN系統や、コル古細菌などは省略した。

真核生物と古細菌は基本的な遺伝の仕組みを共有しており、この2つの生物は細菌よりも密接に関係している。16S rRNAによる分析では、古細菌が多様化するよりもはるか以前に古細菌と真核生物は分岐したため、特に真核生物に近い古細菌はいないという系統樹を描き出したが、EF-1/EF-2（伸長因子）を使った解析では、クレン古細菌と真核生物が単系統となる系統樹を描き出した。
ウーズによる3ドメイン説では、真核生物と古細菌はそれぞれが単系統であり、互いに姉妹群であるとする。3つの各ドメインが分かれる以前の共通祖先は遺伝の仕組みが成立していない生物であったとしており（プロゲノート説）、古細菌（または古細菌に近い生物）から真核生物が進化したわけでは無いとしていた。
もう一つの有力な説は、クレン古細菌に近い生物から真核生物が進化したとする2分岐説（2ドメイン説）である。これは1984年にレイクが提唱したエオサイト説を原型とし、3ドメイン説よりも古いものである。山岸らも系統樹がどちらであるにせよ、地球上の生物を細菌とアーキア（Crenarchaeota、Euryarchaeota及びUrkaryotes）の2つに分けるべきと主張した。2010年以降、クレン古細菌や近縁な古細菌からアクチンやESCRT、ユビキチン、チューブリンなど真核生物様の遺伝子が発見され、更に2015年以降、クレン古細菌以上に真核生物に近縁なアスガルド古細菌が発見されたことで、２ドメイン説が有力になりつつある。ただし、真核生物のゲノム全体を見た場合、真核生物は細菌および古細菌由来のどちらの遺伝子も併せ持っており、それが真核生物の起源の解明を複雑なものにしている（真核生物の起源の項を参照）。
この他にも、前述（#細菌との関係）の「ネオムラ説」、RNAを基盤とするクロノサイトという生物に古細菌と細菌が合体した「ABC仮説」、古細菌にウイルスが感染して真核生物になった「細胞核ウイルス起源説」などが提案されている。

## 他ドメインとの違い
|                         |                       | 細菌                             | 古細菌                            | 真核生物                                       |
| ----------------------- | --------------------- | -------------------------------- | --------------------------------- | ---------------------------------------------- |
| 細 胞 構 造             | 大きさ                | 1-10 μm                          | （細菌と同様）                    | 5-100 μm                                       |
| 細 胞 構 造             | 細胞の移動            | 細菌型鞭毛、滑走                 | 古細菌型鞭毛                      | 鞭毛（チューブリン）、形状変化                 |
| 細 胞 構 造             | 組織化                | 単細胞、稀に群体                 | （細菌と同様）                    | 単細胞、群体、多核体、多細胞                   |
| 細 胞 構 造             | 細胞分裂              | Zリング                          | ESCRT複合体、Zリング、出芽        | アクチンミオシン収縮環                         |
| 細 胞 構 造             | 細胞壁                | ペプチドグリカンなど             | タンパク質など                    | 糖鎖など                                       |
| 細 胞 構 造             | 細胞膜                | エステル型脂質（sn-1,2位）       | エーテル型脂質（sn-2,3位）        | （細菌と同様）                                 |
| 細 胞 構 造             | 細胞小器官            | 無し                             | （細菌と同様）                    | 細胞核、ミトコンドリアなど多数                 |
| 細 胞 構 造             | 細胞質                | 細胞骨格は限定的                 | （細菌と同様）                    | 細胞骨格を持ち原形質流動有り                   |
| 細 胞 構 造             | エンドサイトーシス    | 起こさない                       | （細菌と同様）                    | 起こす                                         |
| 核 酸 ／ 蛋 白 質 関 係 | DNA                   | 環状                             | （細菌と同様）                    | 直線状                                         |
| 核 酸 ／ 蛋 白 質 関 係 | DNA結合タンパク       | HUタンパク                       | 古細菌型ヒストン                  | ヒストン                                       |
| 核 酸 ／ 蛋 白 質 関 係 | ゲノムサイズ          | 小さい                           | （細菌と同様）                    | 大きい                                         |
| 核 酸 ／ 蛋 白 質 関 係 | DNA複製酵素           | ファミリーC                      | ファミリーB及びD                  | ファミリーB                                    |
| 核 酸 ／ 蛋 白 質 関 係 | プロモーター          | プリブノーボックス               | （真核生物と同様）                | TATAボックス                                   |
| 核 酸 ／ 蛋 白 質 関 係 | 転写開始機構          | シグマ因子                       | （真核生物と同様）                | 転写開始前複合体                               |
| 核 酸 ／ 蛋 白 質 関 係 | RNAポリメラーゼ       | 単純                             | （真核生物と同様）                | 複雑                                           |
| 核 酸 ／ 蛋 白 質 関 係 | mRNA                  | 修飾を受けない                   | （細菌と同様）                    | キャップ構造付加、スプライソソーム型イントロン |
| 核 酸 ／ 蛋 白 質 関 係 | リボソーム            | 50S+30S ストレプトマイシン感受性 | （細菌と同様） （真核生物と同様） | 60S+40S ジフテリア毒素感受性                   |
| 核 酸 ／ 蛋 白 質 関 係 | 翻訳開始tRNA          | フォルミルメチオニル-tRNA        | （真核生物と同様）                | メチオニル-tRNA                                |
| 核 酸 ／ 蛋 白 質 関 係 | t-RNA                 | イントロン無し                   | （真核生物と同様）                | イントロン有                                   |
| 核 酸 ／ 蛋 白 質 関 係 | ATP依存性プロテアーゼ | FtsHなど                         | （真核生物と同様）                | プロテアソーム                                 |

1. ↑  ここでは、真核生物の細胞小器官のうち、細菌に由来することがほぼ確実であるミトコンドリアや葉緑体、及びそこで働く機構やタンパク質、tRNA、リボソームなどは除く。これらは細菌の特徴を一部残している。
2. ↑  線毛や匍匐、アクチンロケットなどによって移動することを言う。
3. ↑  鞭毛を回転させ推進するという点では細菌と同じである。ただし細菌の鞭毛とは構造が全く異なる。#鞭毛参照
4. ↑  粘液細菌や一部の藍藻、放線菌の中には、相当高度な群体を形成するものがある。
5. ↑  稀に融合体（多核巨大細胞）を形成する種が存在する。群体についても細菌と同様広く見られる。
6. ↑  プロテオ古細菌（クレン古細菌、タウム古細菌、アスガルド古細菌など）
7. ↑  ユーリ古細菌など
8. ↑  テルモプロテウス目のみ
9. ↑  一部の好熱細菌はエーテル結合を含む脂質を持つが、その場合でも炭化水素鎖が結合しているのは1,2位であり、古細菌の脂質とは区別できる。
10. ↑  例外はチラコイドなどがある。稀にだがDNAを囲む膜を持つもの (Planctomyces) もいる。
11. ↑  MreBなど今日では多数の細胞骨格が見つかっている。ただし真核生物ほど多様な機能は持たない。原核生物の細胞骨格参照。
12. ↑  クレン古細菌からはクレンアクチンが見つかっている。ユーリ古細菌から発見された例は少ないが、テルモプラズマからMreBの報告がある。チューブリンホモログも存在（オーディン古細菌、タウム古細菌）
13. ↑  放線菌、スピロヘータの一部は直鎖状のDNAを持つ。
14. ↑  クレン古細菌はテルモプロテウス目のみヒストンを持つ
15. ↑  クレン古細菌はファミリーDを持たない。
16. ↑  サブユニット数は大腸菌で5
17. ↑  サブユニット数は11〜13
18. ↑  基本的なサブユニット数は12（RNAポリメラーゼII）。古細菌と全てが共通する
19. ↑  稀に存在するイントロンは自己スプライシング型であり、真核生物特有のスプライソソーム型は存在しない[181]。
20. ↑  rRNAやtRNAには広くイントロンが知られているが、mRNAにイントロンが含まれている例は少ない。スプライソソーム型は存在せず、細菌に見られる自己スプライシング型も1例（Methanosarcina acetivorans）しかない。代わりに古細菌のみに存在する酵素が触媒するイントロンがある[181]。
21. ↑  RNAは細菌、タンパク質は真核生物にやや類似。rRNAは細菌と同様5S、16S、26S。タンパク質（68個）は殆ど全てのサブユニットが真核生物と一致（67個）する一方、細菌とは34個しか一致しない。[90]。抗生物質感受性はどちらかと言えば真核生物寄りだが、個々の種、抗生物質の種類によって差が大きい。
22. ↑  tRNAのイントロンは少数見つかっているが、全て自己スプライシング型。古細菌と真核生物にある酵素触媒型は殆どない。
23. ↑  そのほかLon、Clp、HslVUなど。放線菌目のみプロテアソームも持つ（他の放線菌綱は持たない）。

## 呼称
古細菌という呼称は、6界説を提唱したカール・ウーズらが名づけたArchaebacteriaの翻訳である。Archaebacteria自体は、メタン菌が太古の地球大気の主要構成成分と考えられていた二酸化炭素と水素の混合気体を基質として生育するため、Archae（ギリシア語:αρχαία/太古・始原） + Bacteria（小さな棒）と名づけられたことに由来する。1980年代に入ると、古細菌 (Archaebacteria)が真正細菌よりもむしろ真核生物に近いことが明らかになり、それ程広くは使われなかったが後生細菌 (Metabacteria; メタバクテリア) という用語が提唱された。1990年になるとウーズは3ドメイン説を発表した。この際、これまでArchaebacteriaと呼ばれてきた生物群に対して、Archaeaという名称が与えられ、細菌と区別するためにbacteriaが外された。以後英語圏ではArchaeaが定着した。日本でもこれに対応して細菌が外され、始原菌という和名が提唱された。しかしながら始原菌という用語はそれ程定着しなかった。現在、最も一般に使用されるのは古細菌、または英語読みのアーキア（まれにアーケア）で、一部の研究者の間では始原菌、ラテン語に由来するアルカエア（アルケア）といった呼び方もされる。
このほかの呼称としては、Mendosicutes（メンドシクテス）や古バクテリア類、後生細菌といった表現もみられる。いずれも古い用語であり、使用頻度は下がっている。英語圏でもまだArchaeabacteriaは使用されており、特に著名な研究者であるトーマス・キャバリエ＝スミスらがこの語を用いている。2分岐説（エオサイト説）において、アーキア（Archaea）を真核生物を含む範囲に拡張する場合、原核生物のみを指して古細菌と便宜上呼称する場合もある。なお、中国語でも当初は古細菌と呼ばれていたが、「Archaea」に対しては、「古菌」や「古生菌」という漢字名が広く使用されている。
「古細菌」という名称は、「菌」や「細菌」を含むが、狭義の菌類（真菌）や狭義の細菌（真正細菌）とは異なる。細菌（Bacteria）が菌（Fungi）で無いのと同様に、古細菌（Archaea）は菌類でも細菌でも無く、系統も全く異なっている。分類学上は菌類が真核生物ドメインに含まれ、細菌が細菌ドメイン、古細菌が古細菌ドメインを構成している。なお、ラテン語名である「Archaea」という名称も、1854年にアゴダチグモ科の化石種に与えられているが、古細菌と直接の関係はない。

## 発見史
古細菌（archaebacteria）発見の歴史は細菌（eubacteria）発見の歴史に並行している。今日知られているような枠組みが完成する以前は、高度好塩菌、メタン菌、好熱菌それぞれ別々の枠組みで研究が進められていた。古細菌という枠組みができたのは1977年以降である。

### 発見
1674年、アントニ・ファン・レーウェンフックが微生物を発見して以来、徐々に研究が進んでいた。1868年には微生物の働きによりメタンが発生することを初めて確認し、1880年代には高度好塩菌の研究が始まった。これ以前にも沼などからメタンが発生すること、塩蔵の食品や塩田が赤く染まることは知られていたが、微生物によるものとは考えられていなかった。明朝の本草綱目にも、天日塩の製造過程で塩水が赤く染まることが記述されている。
20世紀に入ると、1922年に高度好塩菌の分離が始まり、Pseudomonas salinaria（後のHalobacterium salinarum）と名づけられた。翌年Serattiaに移され、その後もPseudomonasに戻されるなど分類は混乱した。1974年にようやくハロバクテリウム科にまとめられた。一方、メタン菌は存在することは分かっていたものの、酸素を極端に嫌う生物であり、1936年にやっと培養に成功し、1947年にはMethanobacterium formicicumとMethanosarcina barkeriが分離された。
既に1930年頃には原核生物と真核生物の違いが認識されており、原核生物帝（1937年）次いで五界説モネラ界（1969年）が提唱された。高度好塩菌とメタン菌には明らかに核がなく、以後モネラ界の枠組みに含まれることとなった。一方、好熱性の古細菌は少し遅れ、1970年に炭鉱のボタ山から好熱好酸菌Thermoplasma acidophilumが発見された。この生物は細胞壁を欠くことからマイコプラズマの仲間とされた。1972年にはイエローストーン国立公園より好熱好酸菌Sulfolobus acidocaldariusが発見されたが、これらは別々に少し変わった生物だとして知られているに過ぎなかった。当時、メタン菌、高度好塩、Thermoplasma、Sulfolobusはそれぞれ別々の門や群に分類されていた。
しかし、1960年頃から他の生物とは性質が異なるという報告もされ始めている。今日知られている古細菌の特徴の一つであるエーテル型脂質は、1962年に高度好塩菌Halobacterium salinarum (Halobacter cutirubrum)より発見され、1972年には好熱菌Thermoplasma acidophilumも、やはり同じ脂質を持つことが判明した。 ペプチドグリカン細胞壁を持たないという報告も1970年代にはいくつか出されている。

### 定義

ウーズによる16S rRNAを基にした系統樹

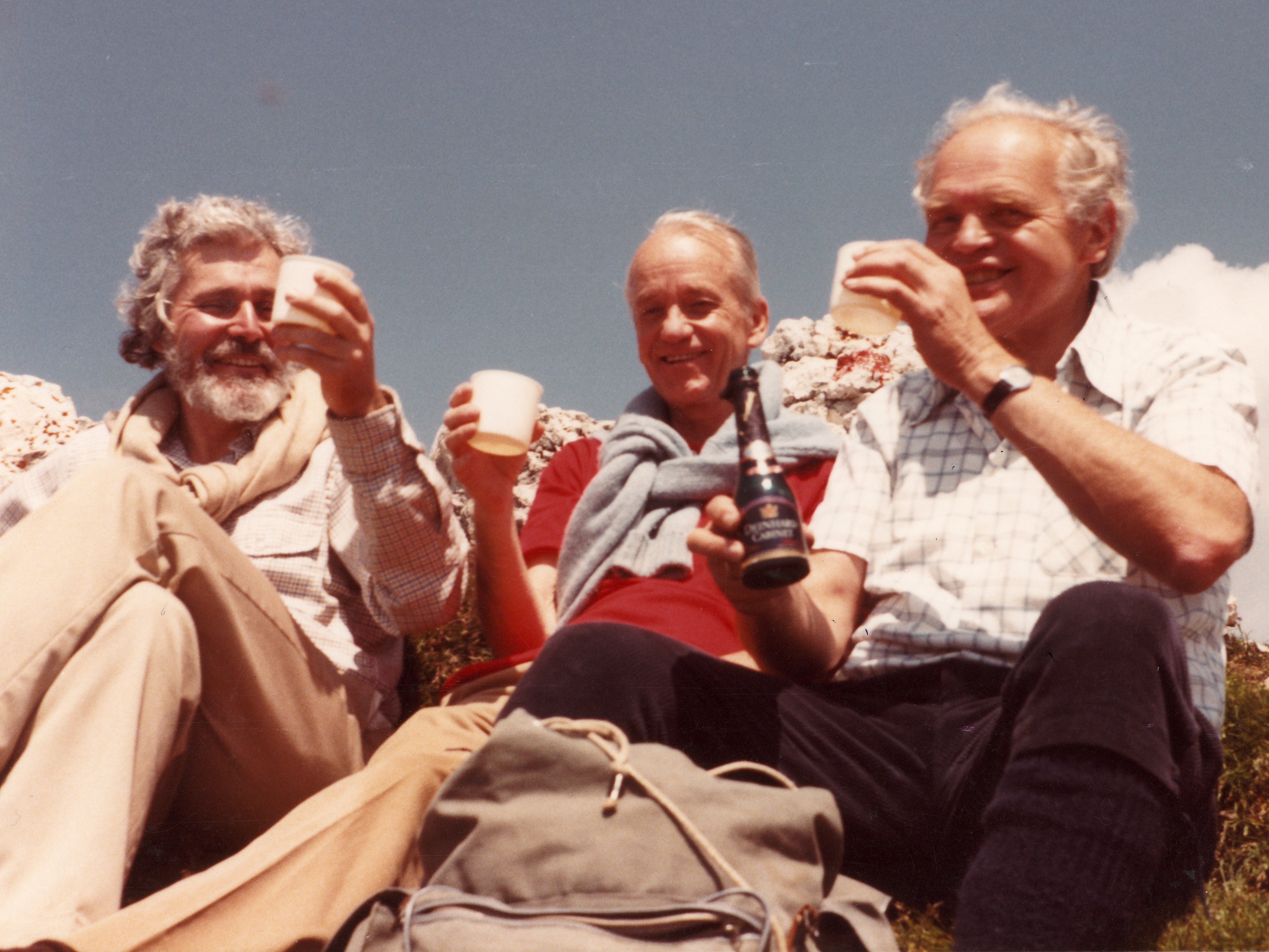
左がカール・ウーズ、真ん中がラルフ・ウォルフ、右がオットー・カンドラー。1981年

これらの生物を他の原核生物と区別した最初の人物は、イリノイ大学のカール・ウーズである。1960年代、互いに近縁な生物はタンパク質のアミノ酸配列や塩基配列が似ているという理論を背景にした分子時計や中立進化説が提唱され、生物の系統解析が開始されようとしていた。原核生物では、DNA-23S rRNA分子交雑法、5S rRNA塩基配列などといった方法が取られ始めていた。この流れの中で、ウーズらも、ライナス・ポーリングらの研究に影響を受け、1960年代後半から16S rRNAを用いて生物の分類を始めていた。彼が考案・使用した方法は、16S rRNAをいくつかの小断片に切断し、対応する配列と一致する塩基の割合を比較するポリヌクレオチドカタログ法というものだった。様々な生物のrRNAを比較する中で、1976年、ウーズは同僚のウォルフからメタン菌のコロニーの提供を受け、そのrRNAが他の原核生物と大きく異なるという結果を得た。ウーズらはさらに研究を続け、翌1977年、この結果を元に原核生物を古細菌界（Archaebacteria。メタン菌）と真正細菌界（Eubacteria。その他の細菌）に分けるべきと主張した。
この時点で古細菌界はメタン菌のみを含むものであったが、1978年にメタン菌からエーテル型脂質が発見され、古細菌の特徴の一つとして、エーテル脂質を持つ可能性が出てきた。これは、既にエーテル脂質を持つ事が知られていた高度好塩菌及び好熱菌の一部も古細菌界に含まれることを示唆した。同年、rRNA系統解析が行われ、高度好塩菌と好熱菌の一部も古細菌界に属すことが支持された。しかしながら、通常の細菌と形態の殆ど変わらない生物を塩基配列データのみで分類することに抵抗は大きく、古細菌界という分類群が受け入れられるには時間がかかった。分割に反対する研究者もいた。
1980年代以降、古細菌の研究が活発になり、この時期、真正細菌と古細菌の差異を示す研究が蓄積された。それと共に古細菌という概念も受け入れられ始めた。1982年、それまでの常識を打ち破る110℃で増殖する古細菌が発見され、古細菌研究をさらに活発化させた。1989年には共通祖先以前に重複した遺伝子を用いることによって古細菌が真正細菌よりも真核生物に近いことが報告された。ウーズはこの説を採用し、1990年には全生物を真核生物ドメイン、古細菌ドメイン、細菌ドメインの3つのグループに大別する3ドメイン説を提唱した。
1996年には、超好熱性のメタン菌Methanocaldcoccus jannaschiiの全ゲノムが解読された。これは古細菌として初めて、全生物の中でも4番目の解析例である。先行して解読されていたインフルエンザ菌、Mycoplasma genitalium、出芽酵母との比較により、代謝系の遺伝子は細菌にやや類似、転写・複製・翻訳に関連する遺伝子は真核生物に類似するが、細菌と類似の遺伝子はわずか11〜17%しか見つからず、半分以上の遺伝子はどちらにも見つからない新規の遺伝子であった。これは古細菌が、他の生物とは大きく異なることを裏付けるものであった。これらの結果を受け、今日大方の微生物学者に古細菌ドメインという分類群は受け入れられている。